# Salles (Hautes-Pyrénées)
Pour les articles homonymes, voir Salles.
Salles est une commune française située dans l'ouest du département des Hautes-Pyrénées, en région Occitanie.
Sur le plan historique et culturel, la commune est dans la province du Lavedan, partie sud-occidentale de la Bigorre et constituée d'un ensemble de sept vallées en amont de la ville de Lourdes. Exposée à un climat océanique altéré, elle est drainée par le ruisseau du Bergons, l'Arriu Sec et par divers autres petits cours d'eau. La commune possède un patrimoine naturel remarquable : un site Natura 2000 (« granquet-Pibeste et Soum d'Ech ») et cinq zones naturelles d'intérêt écologique, faunistique et floristique.
Salles est une commune rurale qui compte 248 habitants en 2022, après avoir connu un pic de population de 595 habitants en 1841. Elle fait partie de l'aire d'attraction d'Argelès-Gazost..
Ses habitants sont appelés les Sallois.

## Géographie

### Localisation
La commune de Salles se trouve dans le département des Hautes-Pyrénées, en région Occitanie.
Elle se situe à 27 km à vol d'oiseau de Tarbes, préfecture du département, et à 3 km d'Argelès-Gazost, sous-préfecture.
Les communes les plus proches sont : 
Sère-en-Lavedan (0,8 km), Ouzous (1,1 km), Gez (1,9 km), Ayzac-Ost (2,0 km), Argelès-Gazost (3,3 km), Boô-Silhen (4,0 km), Arras-en-Lavedan (4,1 km), Agos-Vidalos (4,1 km).
Sur le plan historique et culturel, Salles fait partie de la province historique du Lavedan, partie sud-occidentale de la Bigorre et constitué d'un ensemble de sept vallées en amont de la ville de Lourdes. Historiquement, elle  fait partie de la province de Gascogne, et plus particulièrement du comté de Bigorre. La commune est dans l’estrèm de Salles qui regroupe sept communes.

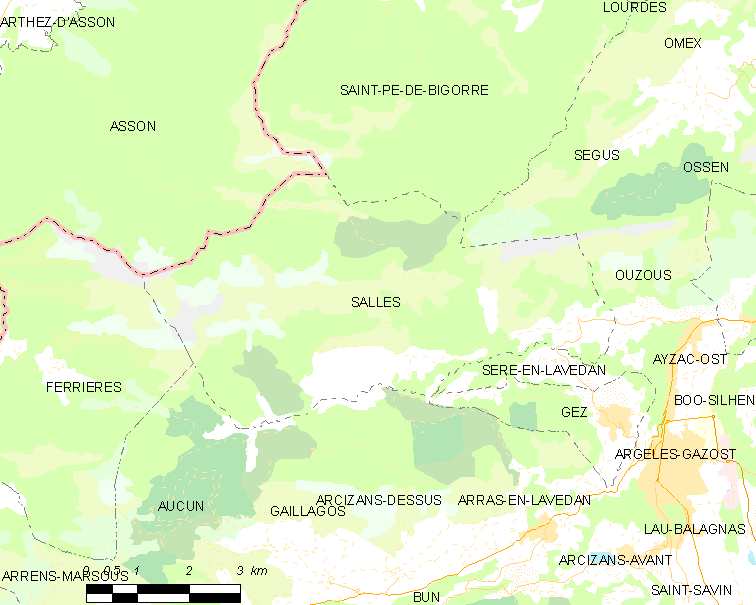
Carte de la commune de Salles et des proches communes.

| Asson (Pyrénées-Atlantiques) | Saint-Pé-de-Bigorre | Ségus                                  |
| Ferrières                    | Salles              | Ouzous                                 |
| Aucun, Gaillagos             | Arcizans-Dessus     | Sère-en-Lavedan, Gez, Arras-en-Lavedan |

### Paysages et relief

Sélection de vues du village.
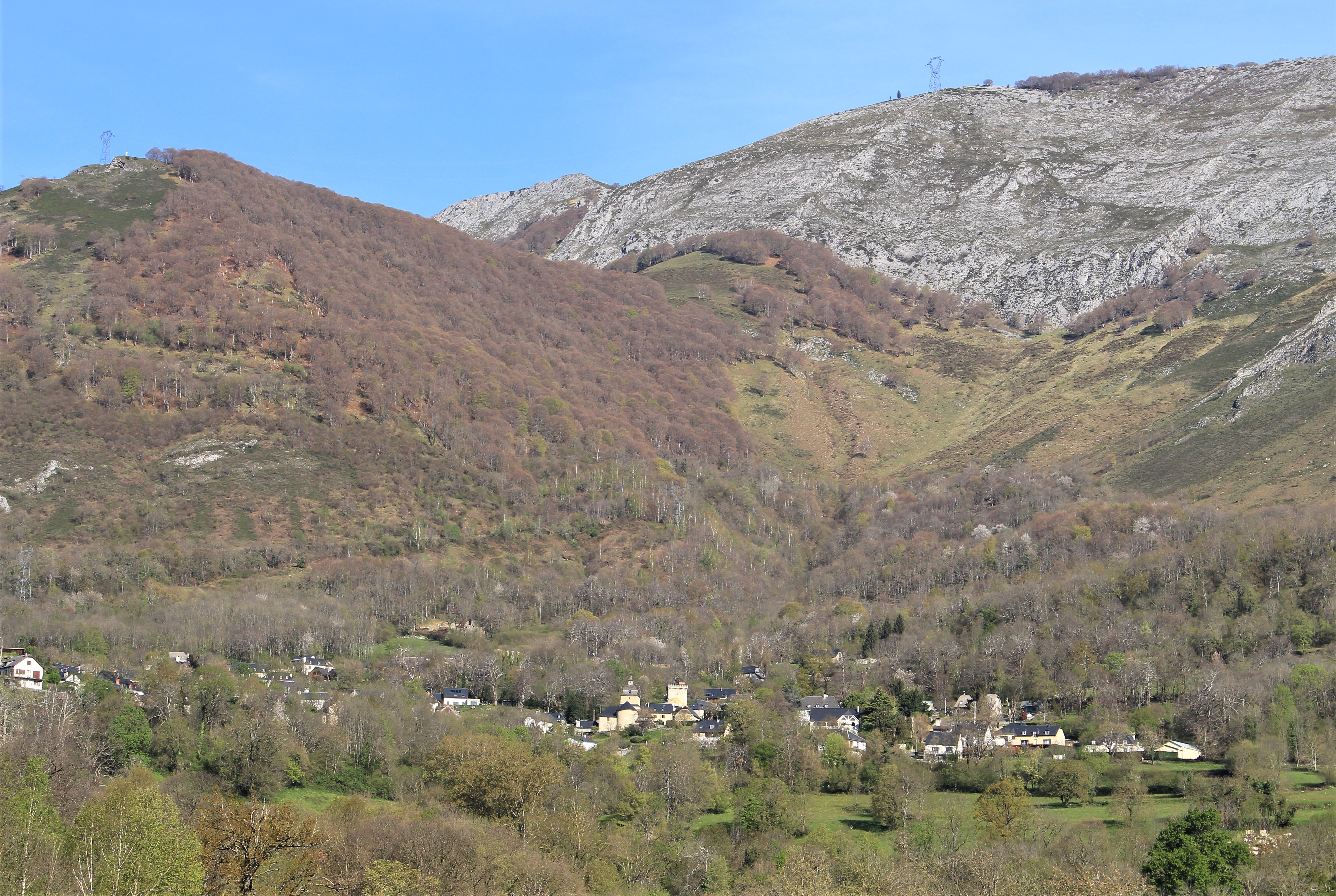
Salles.
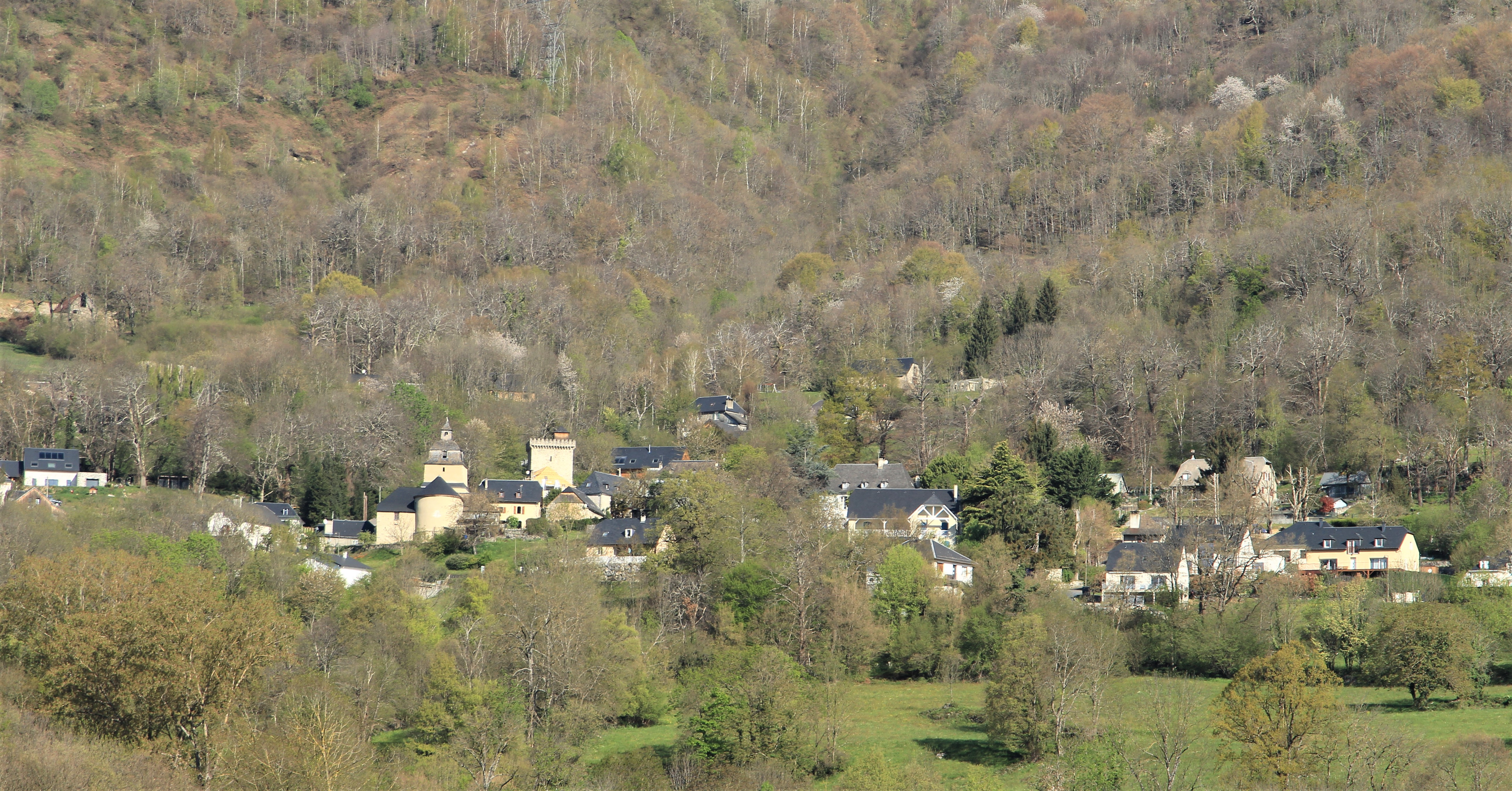
Salles.

### Hydrographie

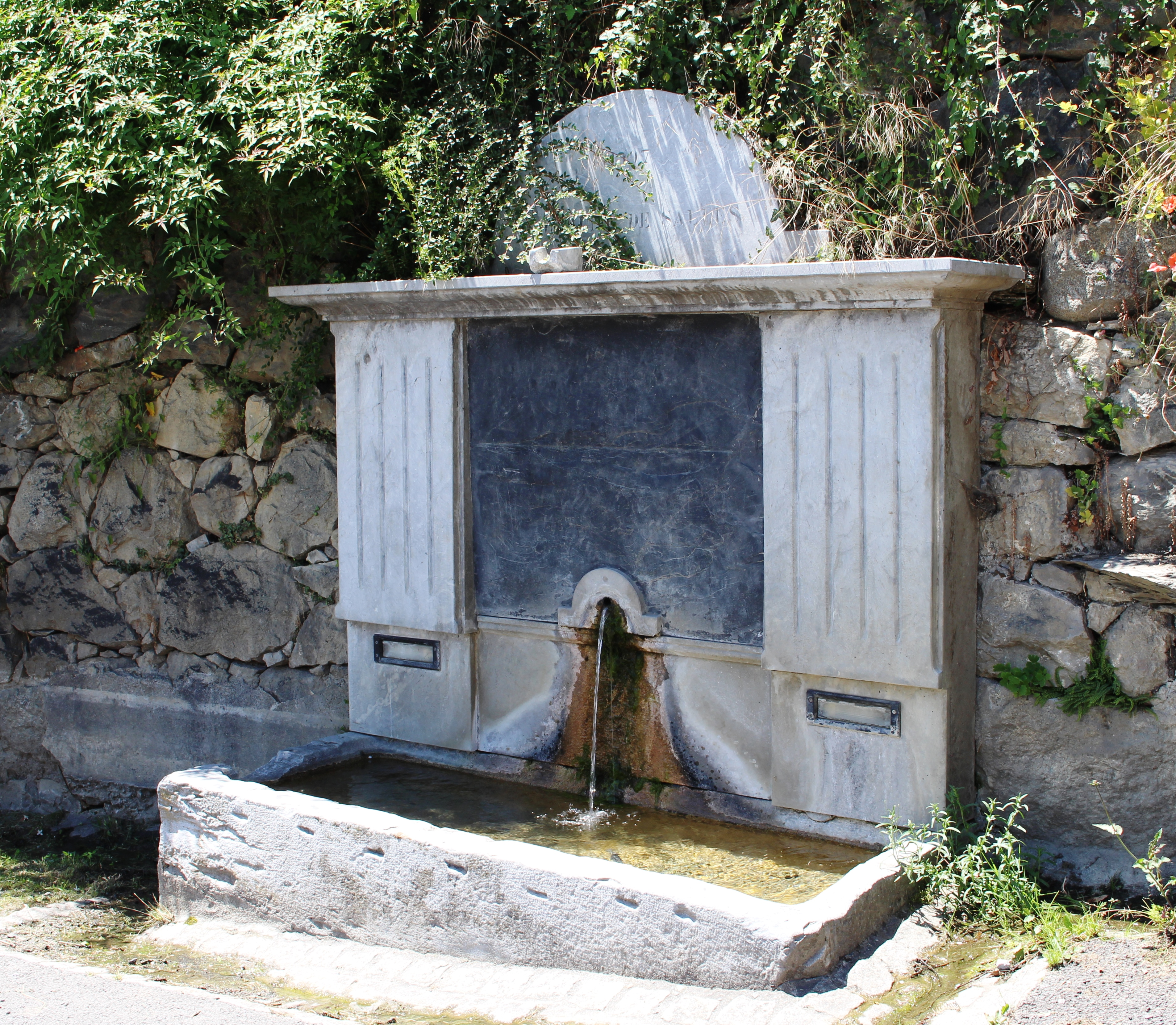
La fontaine.

La commune est dans le bassin de l'Adour, au sein du bassin hydrographique Adour-Garonne. Elle est drainée par le ruisseau du Bergons, L'Arriu Sec, Rioutou, le ruisseau de Cauci, le ruisseau de Labarrade, le ruisseau de la Bazourda, le ruisseau de Peyrey et par divers petits cours d'eau, constituant un réseau hydrographique de 18 km de longueur totale,.
Le Ruisseau du Bergons, d'une longueur totale de 15,6 km, prend sa source dans la commune d'Aucun et s'écoule vers le nord-est. Il traverse la commune et se jette dans le gave de Pau à Agos-Vidalos, après avoir traversé 10 communes.

### Climat
Le climat qui caractérise la commune est qualifié, en 2010, de « climat océanique altéré », selon la typologie des climats de la France qui compte alors huit grands types de climats en métropole. En 2020, la commune ressort du même type de climat dans la classification établie par Météo-France, qui ne compte désormais, en première approche, que cinq grands types de climats en métropole. Il s’agit d’une zone de transition entre le climat océanique et les climats de montagne et le climat semi-continental. Les écarts de température entre hiver et été augmentent avec l'éloignement de la mer. La pluviométrie est plus faible qu'en bord de mer, sauf aux abords des reliefs.
Les paramètres climatiques qui ont permis d’établir la typologie de 2010 comportent six variables pour les températures et huit pour les précipitations, dont les valeurs correspondent à la normale 1971-2000. Les sept principales variables caractérisant la commune sont présentées dans l'encadré ci-après.
| Paramètres climatiques communaux sur la période 1971-2000 - Moyenne annuelle de température : 12,4 °C - Nombre de jours avec une température inférieure à −5 °C : 3,9 j - Nombre de jours avec une température supérieure à 30 °C : 5 j - Amplitude thermique annuelle : 14,3 °C - Cumuls annuels de précipitation : 1 241 mm - Nombre de jours de précipitation en janvier : 11,1 j - Nombre de jours de précipitation en juillet : 9,2 j |

Avec le changement climatique, ces variables ont évolué. Une étude réalisée en 2014 par la Direction générale de l'Énergie et du Climat complétée par des études régionales prévoit en effet que la  température moyenne devrait croître et la pluviométrie moyenne baisser, avec toutefois de fortes variations régionales. Ces changements peuvent être constatés sur la station météorologique de Météo-France la plus proche, « Ayros-Arbouix », sur la commune d'Ayros-Arbouix, mise en service en 1982 et qui se trouve à 5 km à vol d'oiseau,, où la température moyenne annuelle est de 12,7 °C et la hauteur de précipitations de 1 031,4 mm pour la période 1981-2010.
Sur la station météorologique historique la plus proche, « Tarbes-Lourdes-Pyrénées », sur la commune d'Ossun, mise en service en 1946 et à 19 km, la température moyenne annuelle évolue de 12,2 °C pour la période 1971-2000, à 12,6 °C pour 1981-2010, puis à 12,9 °C pour 1991-2020.

### Milieux naturels et biodiversité

#### Réseau Natura 2000

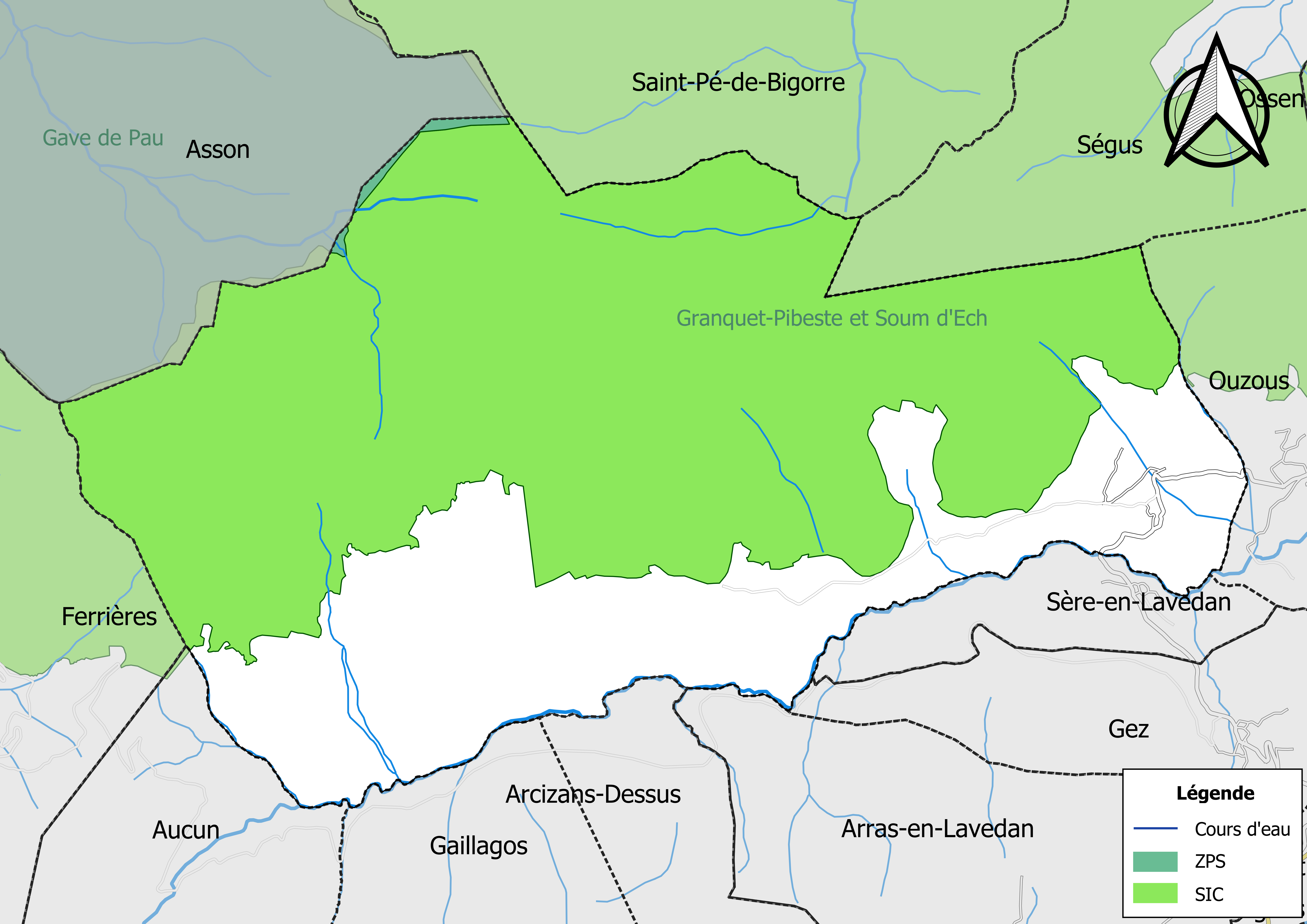
Site Natura 2000 sur le territoire communal.

Le réseau Natura 2000 est un réseau écologique européen de sites naturels d'intérêt écologique élaboré à partir des directives habitats et oiseaux, constitué de zones spéciales de conservation (ZSC) et de zones de protection spéciale (ZPS).
Un site Natura 2000 a été défini sur la commune au titre de la directive habitats : « granquet-Pibeste et Soum d'Ech », d'une superficie de 7 259 ha, représente un des aquifères importants du département avec un milieu karstique remarquable.

#### Zones naturelles d'intérêt écologique, faunistique et floristique
L’inventaire des zones naturelles d'intérêt écologique, faunistique et floristique (ZNIEFF) a pour objectif de réaliser une couverture des zones les plus intéressantes sur le plan écologique, essentiellement dans la perspective d’améliorer la connaissance du patrimoine naturel national et de fournir aux différents décideurs un outil d’aide à la prise en compte de l’environnement dans l’aménagement du territoire.
Quatre ZNIEFF de type 1 sont recensées sur la commune :
- la « forêt de Très-Crouts, Lourdes, Ségus et le Béout » (4 982 ha), couvrant 9 communes dont une dans les Pyrénées-Atlantiques et huit dans les Hautes-Pyrénées[25] ;
- le « Gave d'Azun, ruisseau du Bergons et Gave de Lourdes » (437 ha), couvrant 31 communes dont deux dans les Pyrénées-Atlantiques et 29 dans les Hautes-Pyrénées[26] ;
- le « massif montagneux entre Argelès-Gazost et l'Ouzom » (6 108 ha), couvrant 12 communes dont une dans les Pyrénées-Atlantiques et 11 dans les Hautes-Pyrénées[27] ;
- les « Soulanes et crêtes des massifs du Granquet, Estibette et Pibeste » (4 471 ha), couvrant 11 communes dont une dans les Pyrénées-Atlantiques et dix dans les Hautes-Pyrénées[28] ;

et une ZNIEFF de type 2, : 
les « massifs calcaires de l'Estibète, du Granquet et du Pibeste, forêt de Très Crouts, vallée du Bergons et crêtes » (17 871 ha), couvrant 24 communes dont trois dans les Pyrénées-Atlantiques et 21 dans les Hautes-Pyrénées.

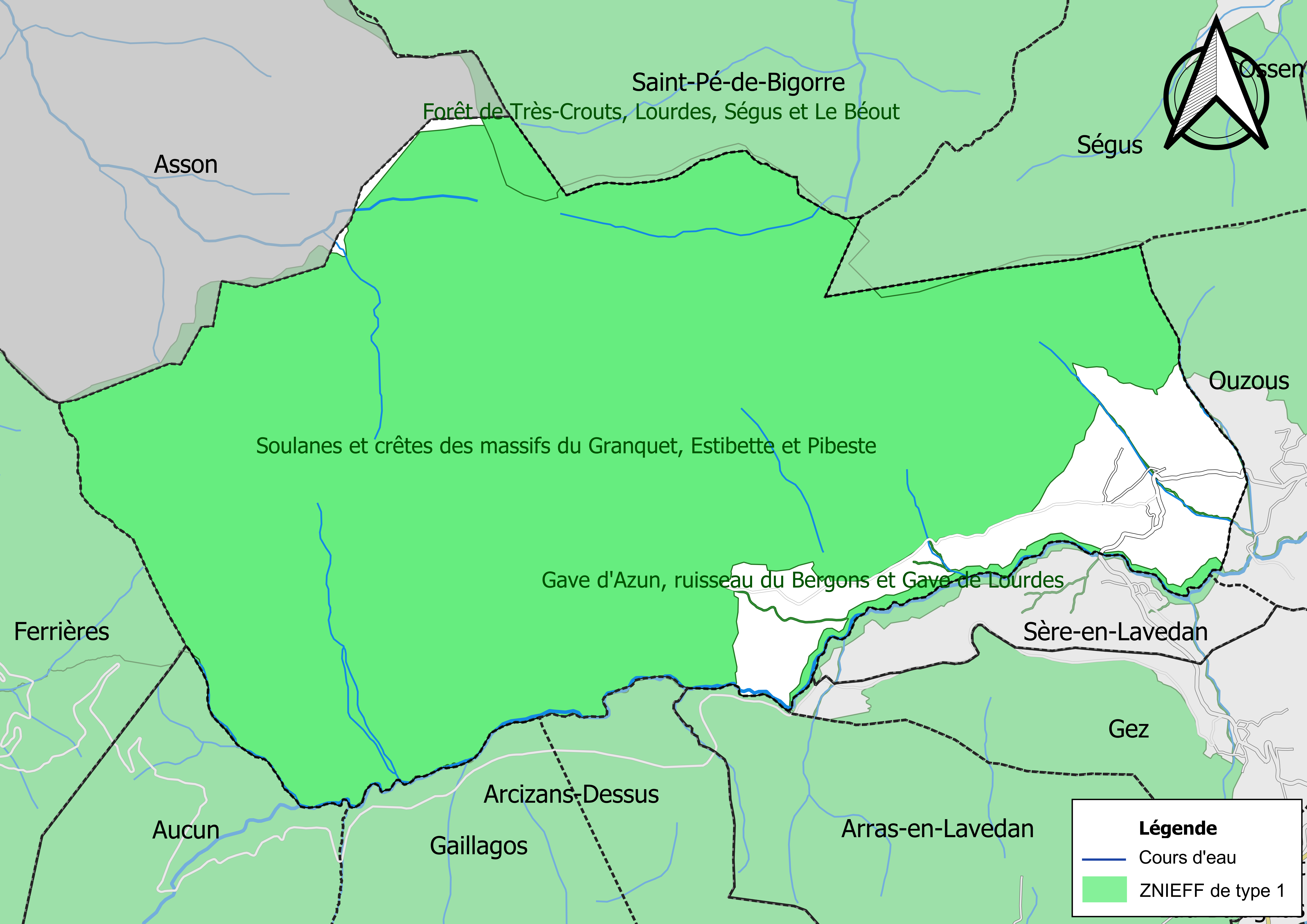
Carte des ZNIEFF de type 1 sur la commune.
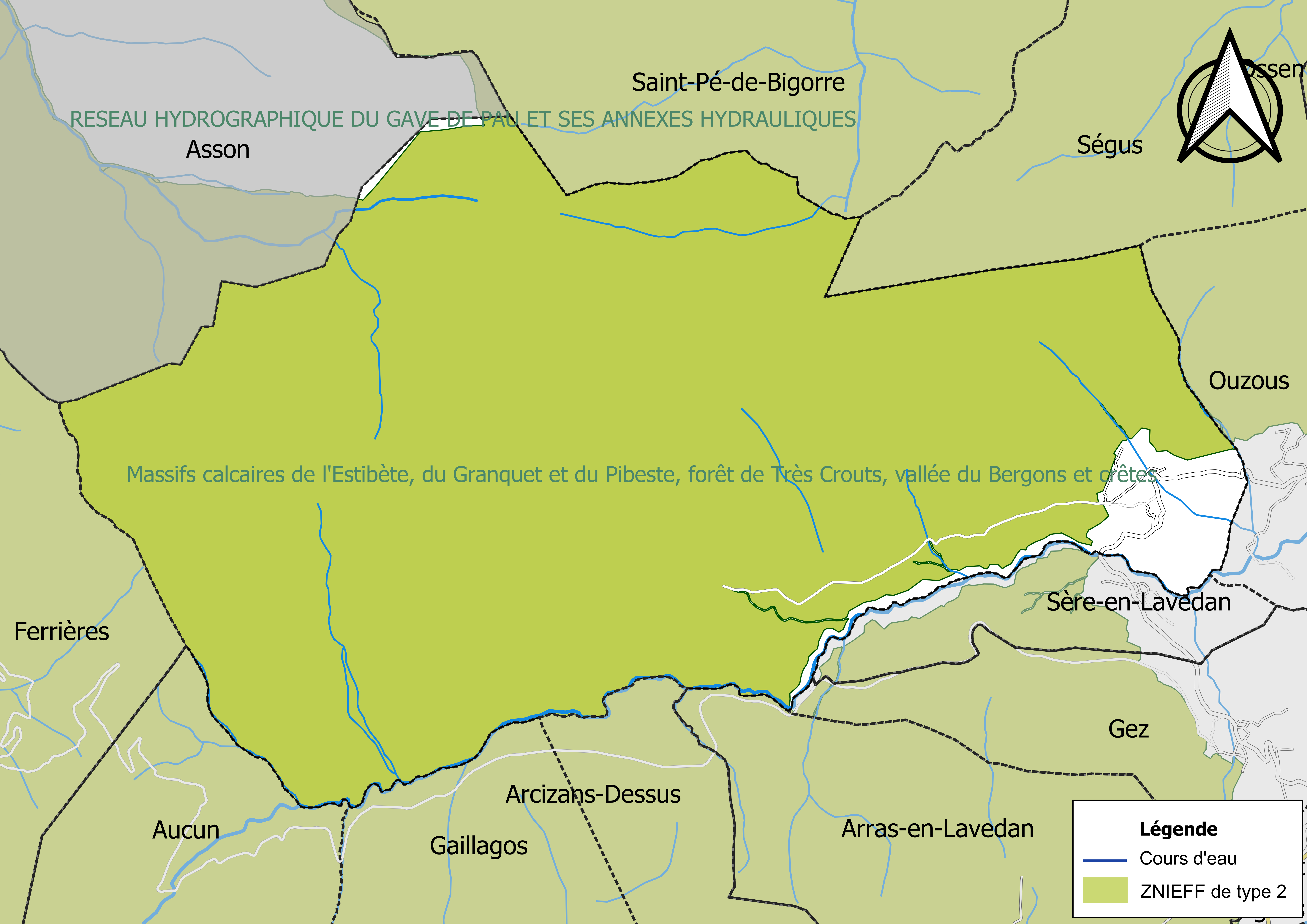
Carte de la ZNIEFF de type 2 sur la commune.

## Urbanisme

### Typologie
Au 1er janvier 2024, Salles est catégorisée commune rurale à habitat dispersé, selon la nouvelle grille communale de densité à sept niveaux définie par l'Insee en 2022.
Elle est située hors unité urbaine. Par ailleurs la commune fait partie de l'aire d'attraction d'Argelès-Gazost, dont elle est une commune de la couronne,. Cette aire, qui regroupe 19 communes, est catégorisée dans les aires de moins de 50 000 habitants,.

### Occupation des sols
L'occupation des sols de la commune, telle qu'elle ressort de la base de données européenne d’occupation biophysique des sols Corine Land Cover (CLC), est marquée par l'importance des forêts et milieux semi-naturels (86,3 % en 2018), une proportion sensiblement équivalente à celle de 1990 (86,1 %). La répartition détaillée en 2018 est la suivante : 
forêts (52,9 %), milieux à végétation arbustive et/ou herbacée (23,9 %), prairies (10,7 %), espaces ouverts, sans ou avec peu de végétation (9,5 %), zones agricoles hétérogènes (1,9 %), zones urbanisées (1,2 %).
L'IGN met par ailleurs à disposition un outil en ligne permettant de comparer l’évolution dans le temps de l’occupation des sols de la commune (ou de territoires à des échelles différentes). Plusieurs époques sont accessibles sous forme de cartes ou photos aériennes : la carte de Cassini (XVIIIe siècle), la carte d'état-major (1820-1866) et la période actuelle (1950 à aujourd'hui).

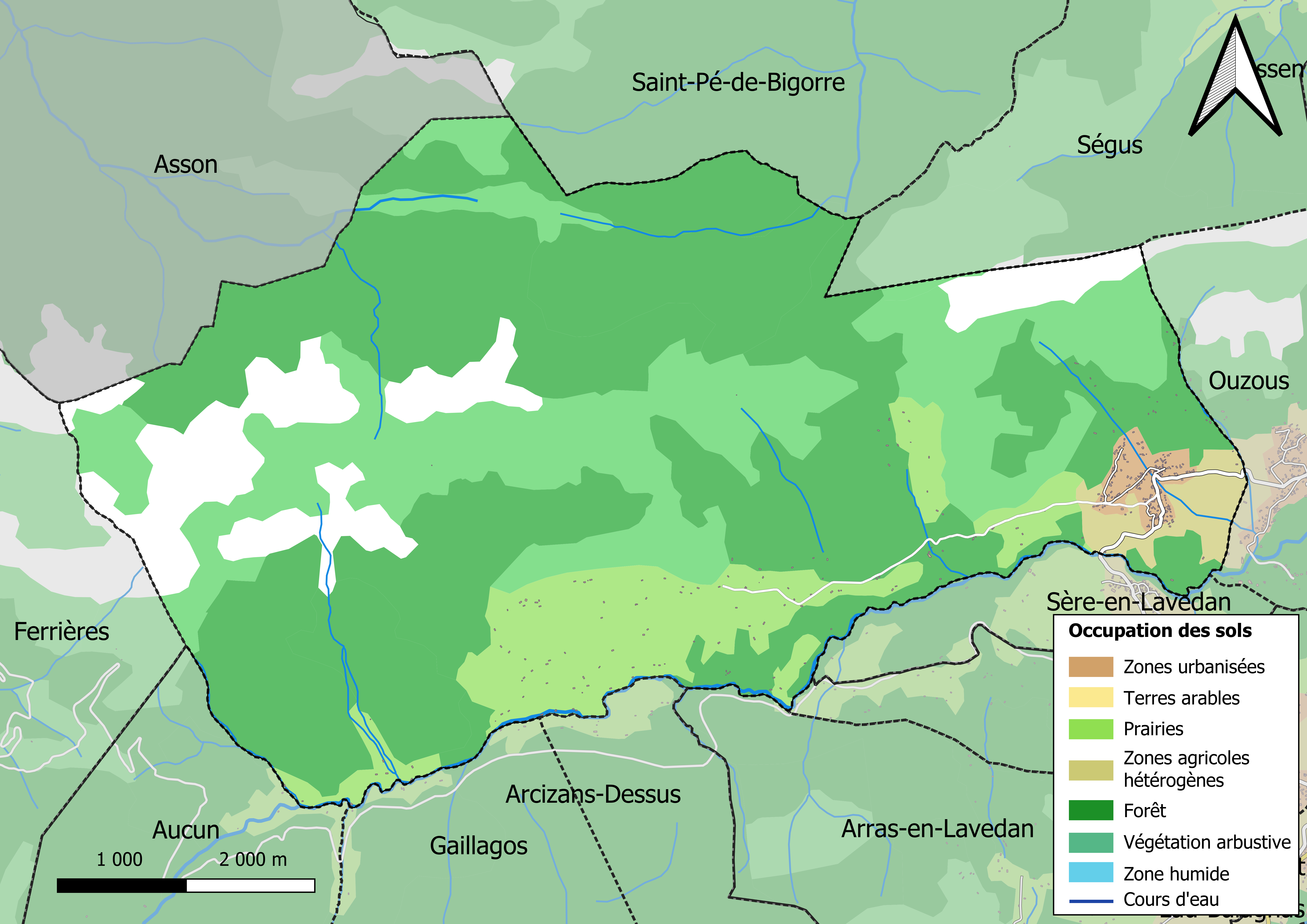
Carte des infrastructures et de l'occupation des sols en 2018 (CLC) de la commune.
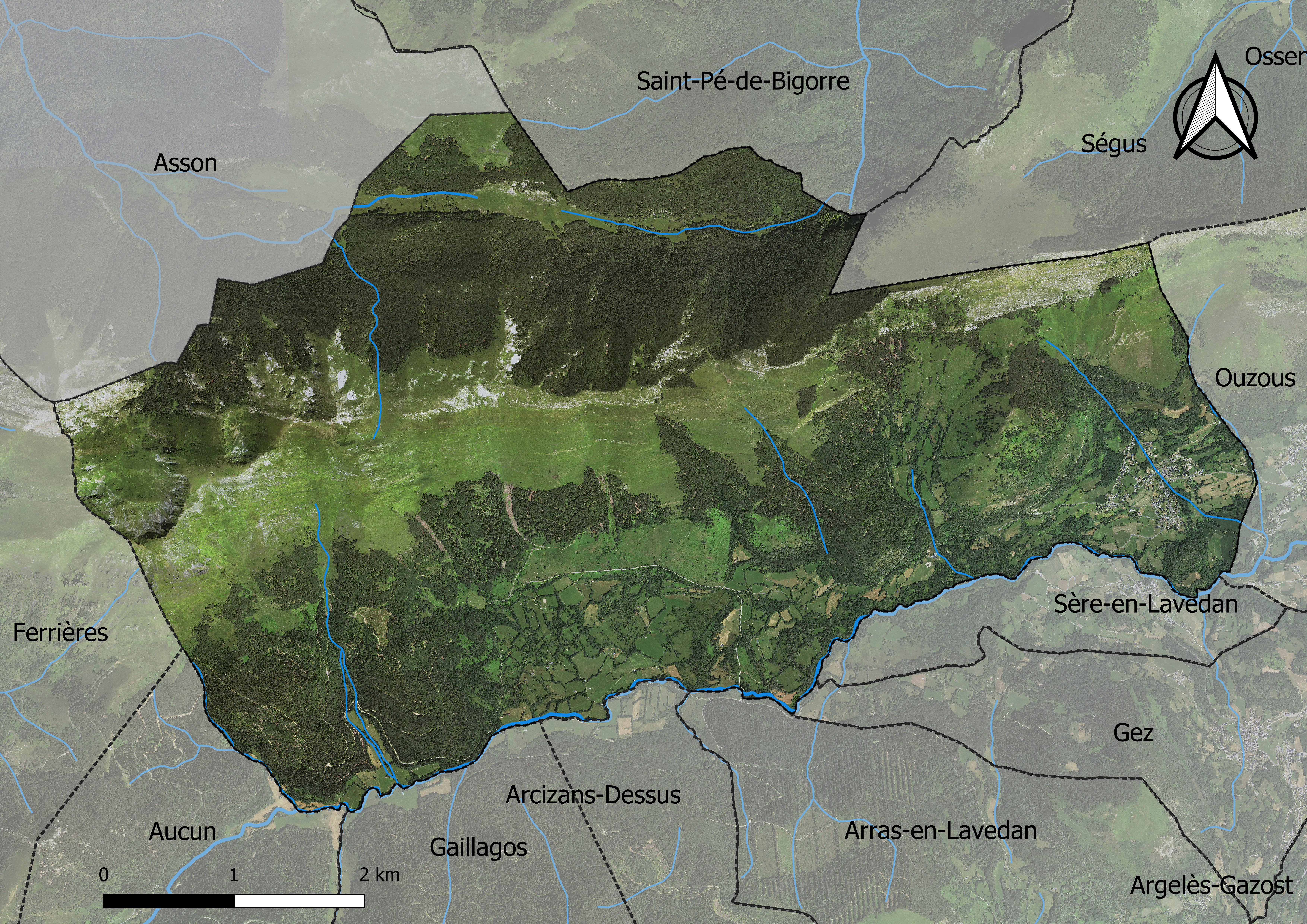
Carte orthophotogrammétrique de la commune.

### Logement
En 2012, le nombre total de logements dans la commune est de 194.

Parmi ces logements, 44,8 % sont des résidences principales, 49,0 % des résidences secondaires et 6,2 % des logements vacants.

Sélection de vues de plaques de rues du village.
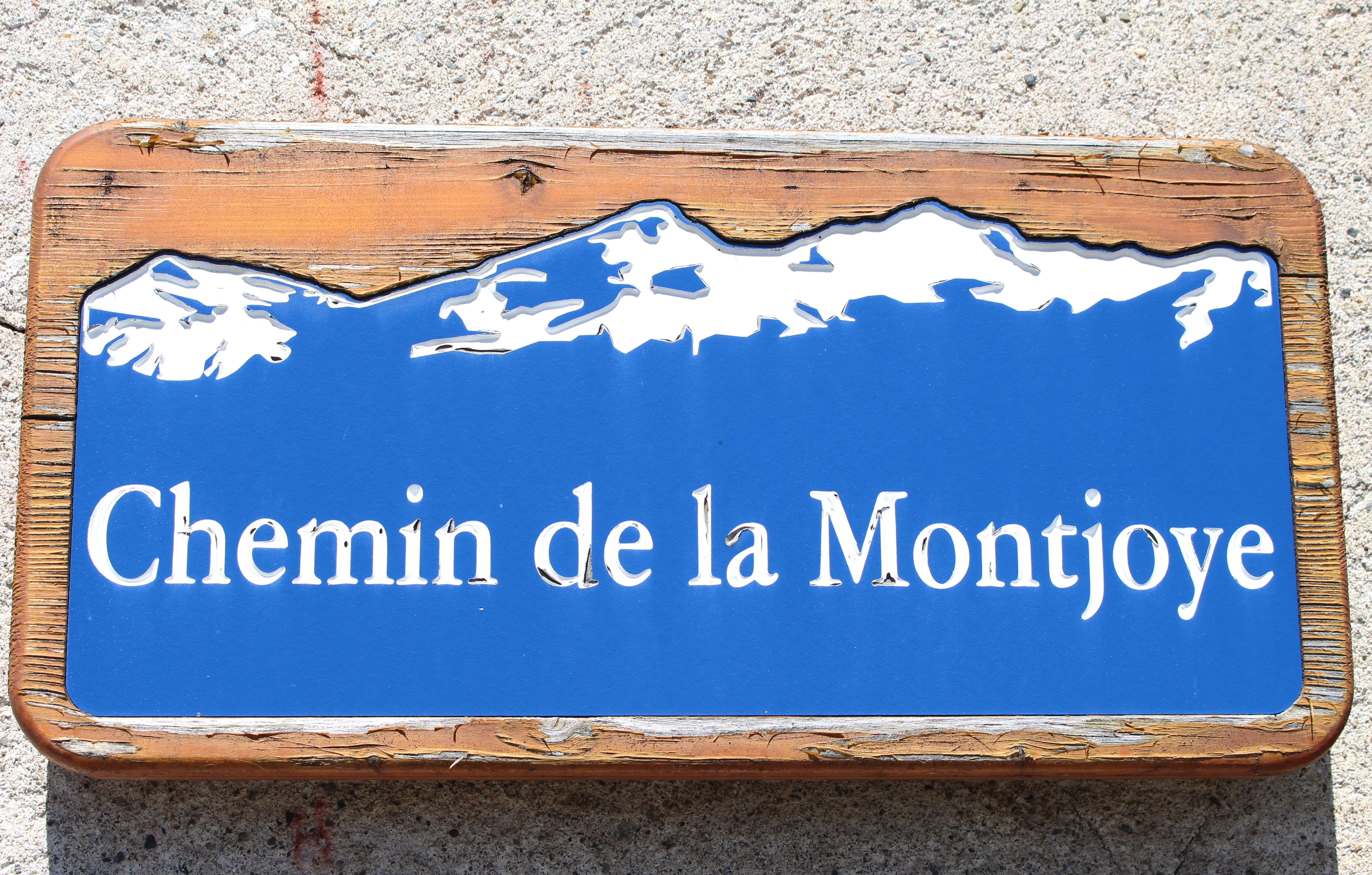
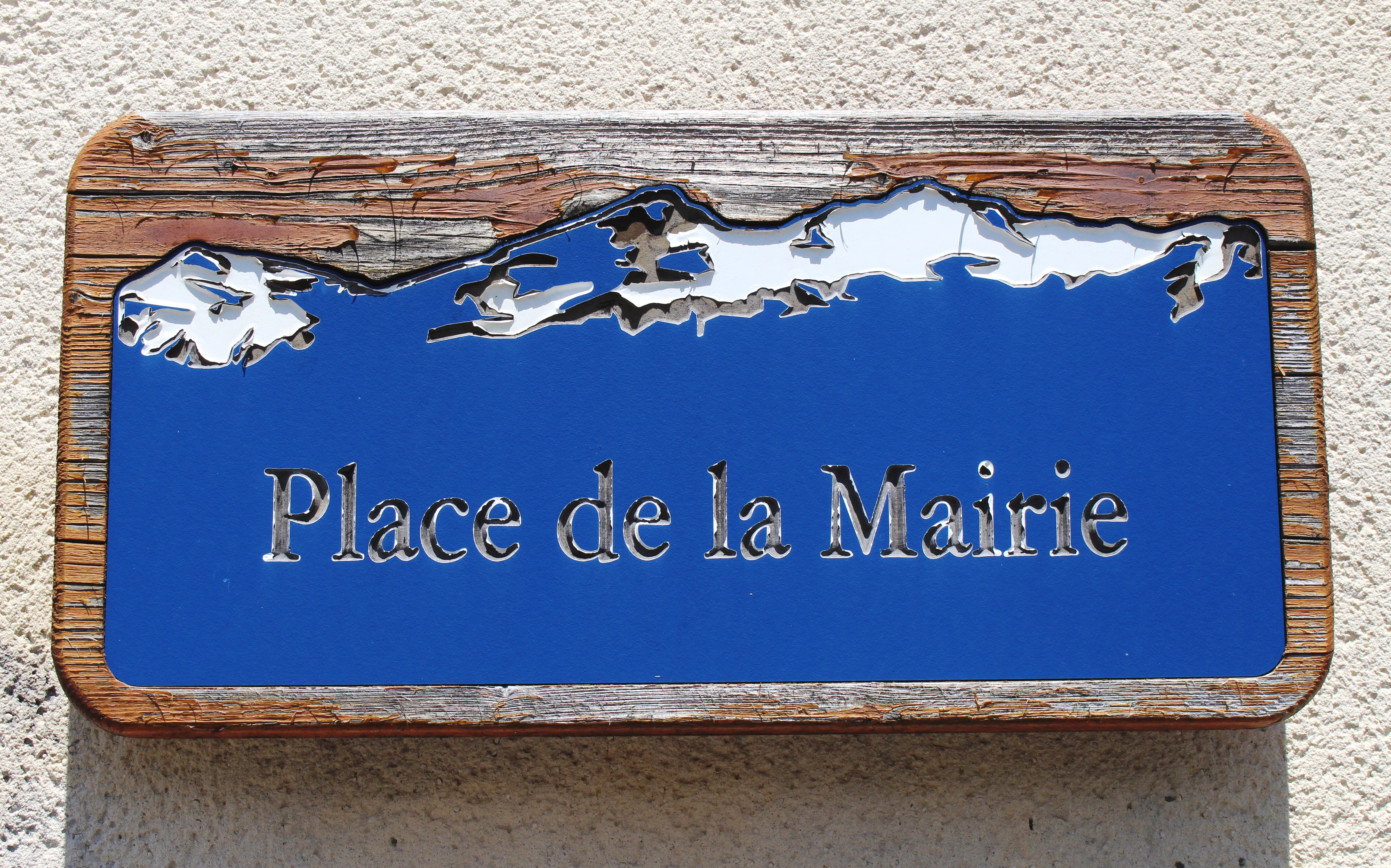
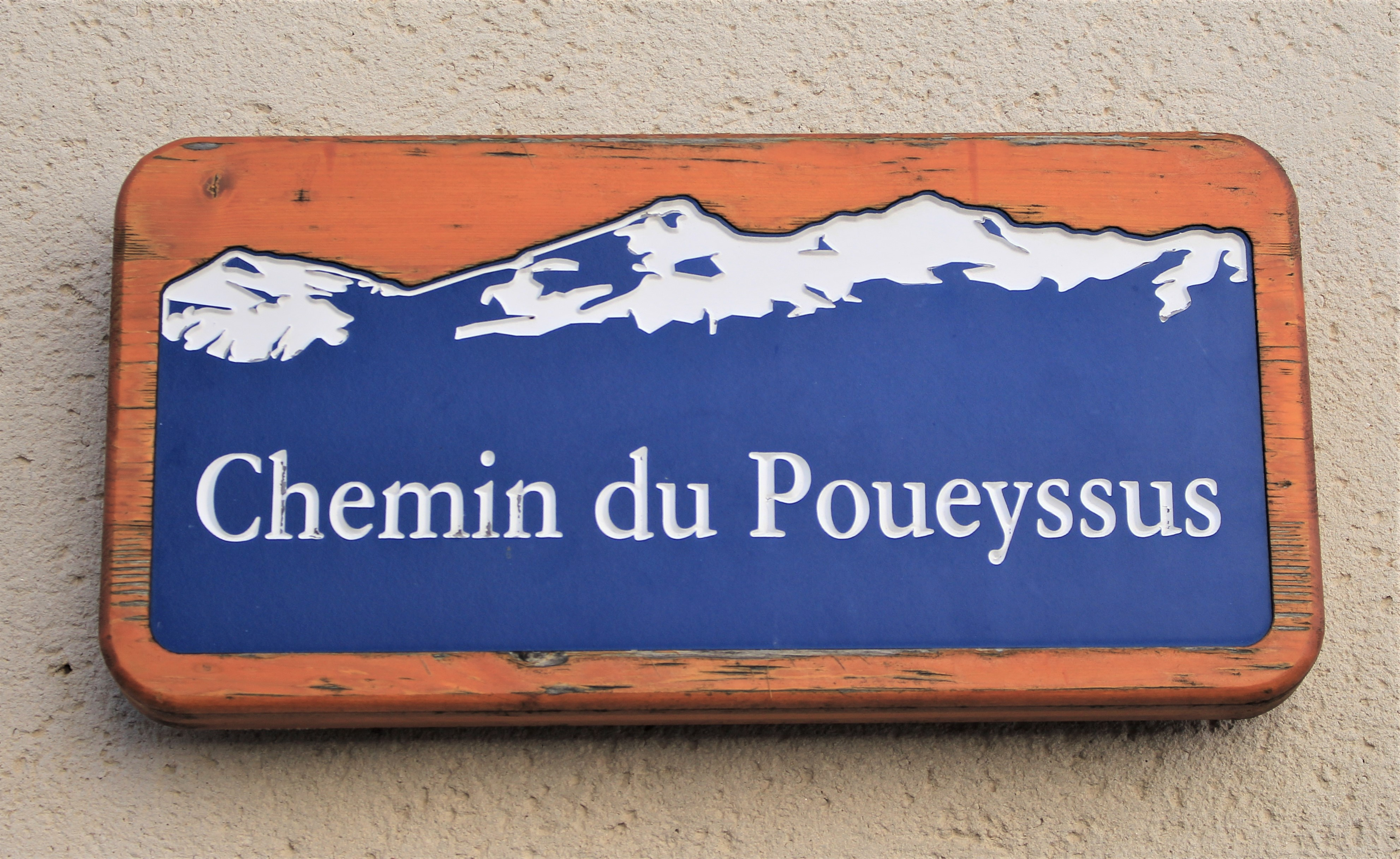

### Voies de communication et transports
Cette commune est desservie par la route départementale D 102.

### Risques majeurs
Le territoire de la commune de Salles est vulnérable à différents aléas naturels : météorologiques (tempête, orage, neige, grand froid, canicule ou sécheresse), inondations, feux de forêts, mouvements de terrains, avalanche  et séisme (sismicité moyenne). Il est également exposé à un risque particulier : le risque de radon. Un site publié par le BRGM permet d'évaluer simplement et rapidement les risques d'un bien localisé soit par son adresse soit par le numéro de sa parcelle.

#### Risques naturels
Certaines parties du territoire communal sont susceptibles d’être affectées par le risque d’inondation par débordement de cours d'eau, notamment le ruisseau du Bergons. La cartographie des zones inondables en ex-Midi-Pyrénées réalisée dans le cadre du XIe Contrat de plan État-région, visant à informer les citoyens et les décideurs sur le risque d’inondation, est accessible sur le site de la DREAL Occitanie. La commune a été reconnue en état de catastrophe naturelle au titre des dommages causés par les inondations et coulées de boue survenues en 1982, 1999, 2009, 2021 et 2022,.
Salles est exposée au risque de feu de forêt. Un plan départemental de protection des forêts contre les incendies a été approuvé par arrêté préfectoral le 21 avril 2020 pour la période 2020-2029. Le précédent couvrait la période 2007-2017. L’emploi du feu est régi par deux types de réglementations. D’abord le code forestier et l’arrêté préfectoral du 27 octobre 2014, qui réglementent l’emploi du feu à moins de 200 m des espaces naturels combustibles sur l’ensemble du département. Ensuite celle établie dans le cadre de la lutte contre la pollution de l’air, qui interdit le brûlage des déchets verts des particuliers. L’écobuage est quant à lui réglementé dans le cadre de commissions locales d’écobuage (CLE)

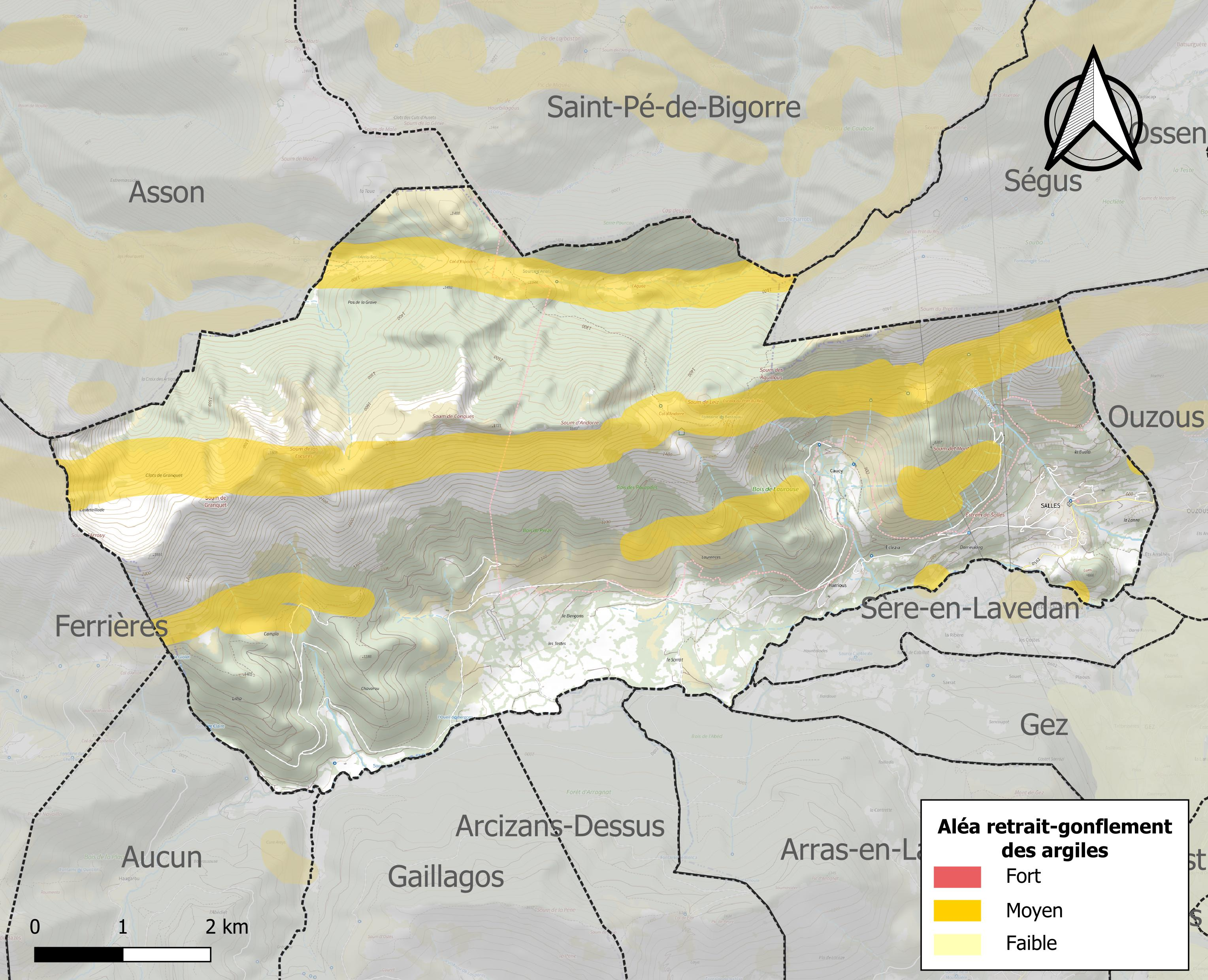
Carte des zones d'aléa retrait-gonflement des sols argileux de Salles.

Les mouvements de terrains susceptibles de se produire sur la commune sont des mouvements de sols liés à la présence d'argile et des tassements différentiels.
Le retrait-gonflement des sols argileux est susceptible d'engendrer des dommages importants aux bâtiments en cas d’alternance de périodes de sécheresse et de pluie. 21,4 % de la superficie communale est en aléa moyen ou fort (44,5 % au niveau départemental et 48,5 % au niveau national). Sur les 165 bâtiments dénombrés sur la commune en 2019, 1 sont en aléa moyen ou fort, soit 1 %, à comparer aux 75 % au niveau départemental et 54 % au niveau national. Une cartographie de l'exposition du territoire national au retrait gonflement des sols argileux est disponible sur le site du BRGM,.
Par ailleurs, afin de mieux appréhender le risque d’affaissement de terrain, l'inventaire national des cavités souterraines permet de localiser celles situées sur la commune.
Concernant les mouvements de terrains, la commune a été reconnue en état de catastrophe naturelle au titre des dommages causés par des mouvements de terrain en 1999.
La commune est exposée aux risques d'avalanche. Les habitants exposés à ce risque doivent se renseigner, en mairie, de l’existence d’un plan de prévention des risques avalanches (PPRA). Le cas échéant, identifier les mesures applicables à l'habitation, identifier, au sein de l'habitation, la pièce avec la façade la moins exposée à l’aléa pouvant faire office, au besoin, de zone de confinement et équiper cette pièce avec un kit de situation d’urgence,.

#### Risque particulier
Dans plusieurs parties du territoire national, le radon, accumulé dans certains logements ou autres locaux, peut constituer une source significative d’exposition de la population aux rayonnements ionisants. Certaines communes du département sont concernées par le risque radon à un niveau plus ou moins élevé. Selon la classification de 2018, la commune de Salles est classée en zone 2, à savoir zone à potentiel radon faible mais sur lesquelles des facteurs géologiques particuliers peuvent faciliter le transfert du radon vers les bâtiments.

## Toponymie

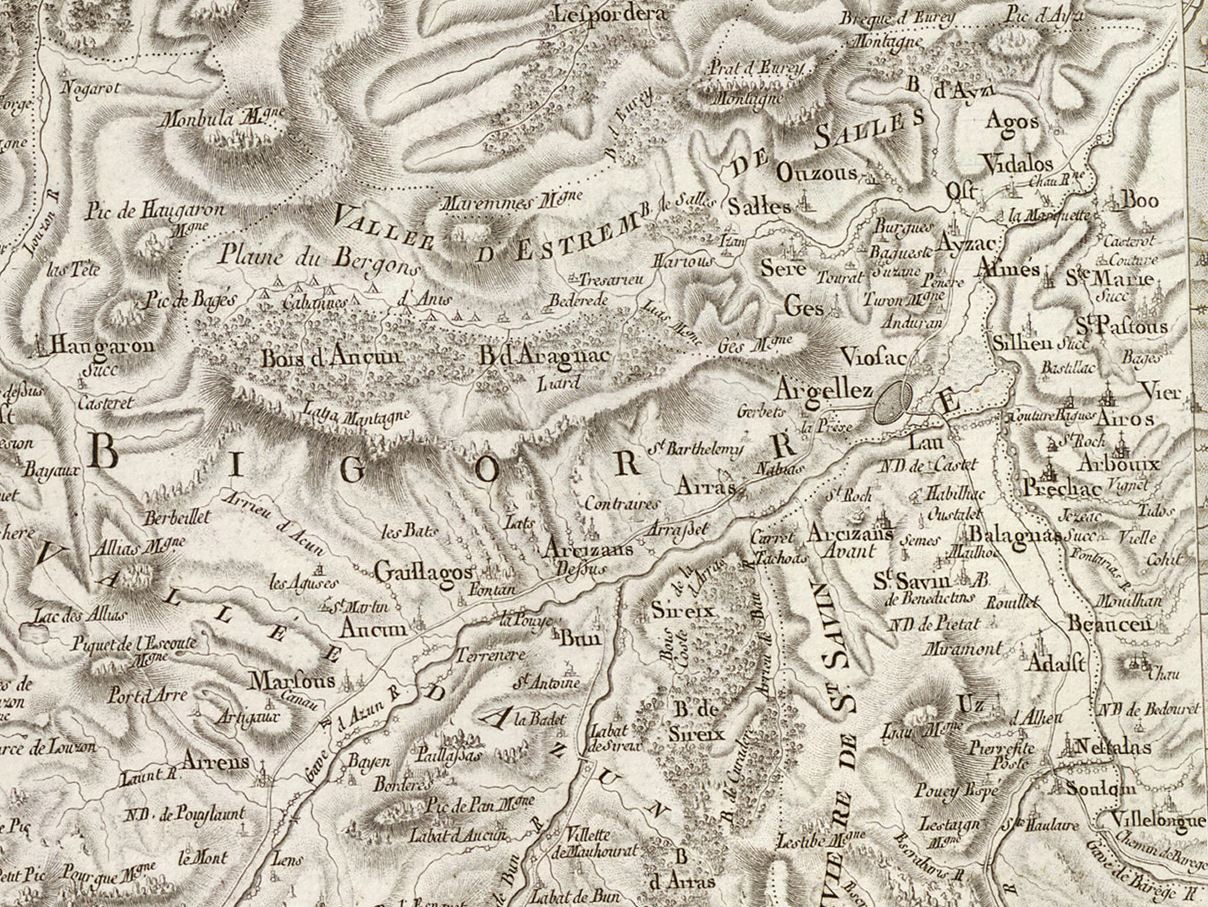
Extrait de la carte de Cassini (entre 1756 et 1789) situant Salles au nord d'Argelès-Gazost.

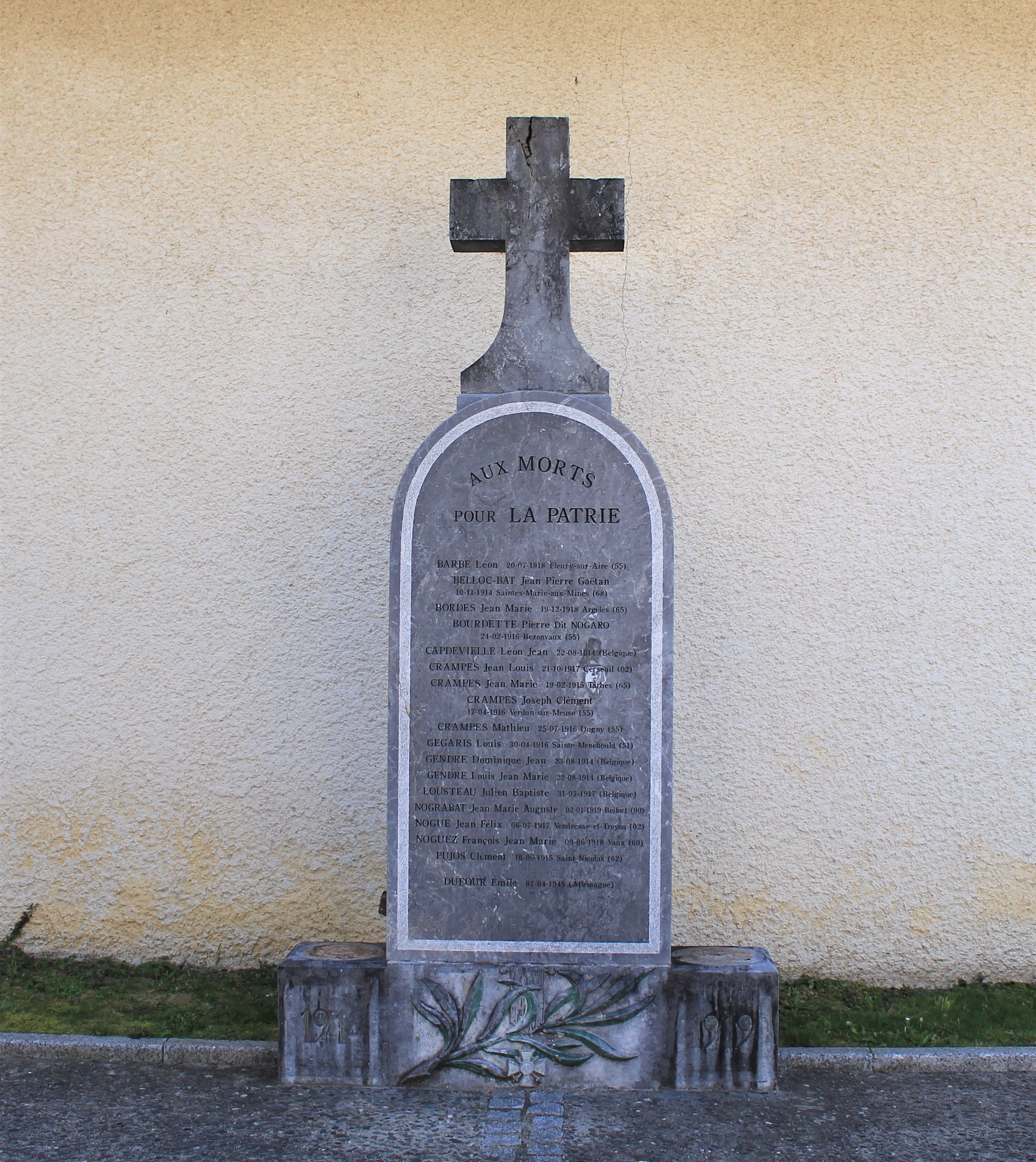
Le monument aux morts municipal.

On trouvera les principales informations dans le Dictionnaire toponymique des communes des Hautes-Pyrénées de Michel Grosclaude et Jean-François Le Nail qui rapporte les dénominations historiques du village :
Dénominations historiques :
- Salas, Sales (XIIe siècle, cartulaire de Bigorre) ;
- Salas (v. 1200-1230, ibid.) ;
- Sales  (1285, montre Bigorre) ;
- De Salis, latin (1313, Debita regi Navarre ; 1342, pouillé de Tarbes ; etc.) ;
- Salas (1429, censier de Bigorre) ;
- Sales en Lavedan (1737-1758, registres paroissiaux) ;
- Salles en Lavedan (à partir de 1759, ibid.) ;
- Salles (fin XVIIIe siècle, carte de Cassini).

Étymologie : occitan sala (du germanique saal) = maison seigneuriale.

Nom occitan : Salas.

## Histoire

### Cadastre napoléonien de Salles
Le plan cadastral napoléonien de Salles est consultable sur le site des archives départementales des Hautes-Pyrénées.

## Politique et administration

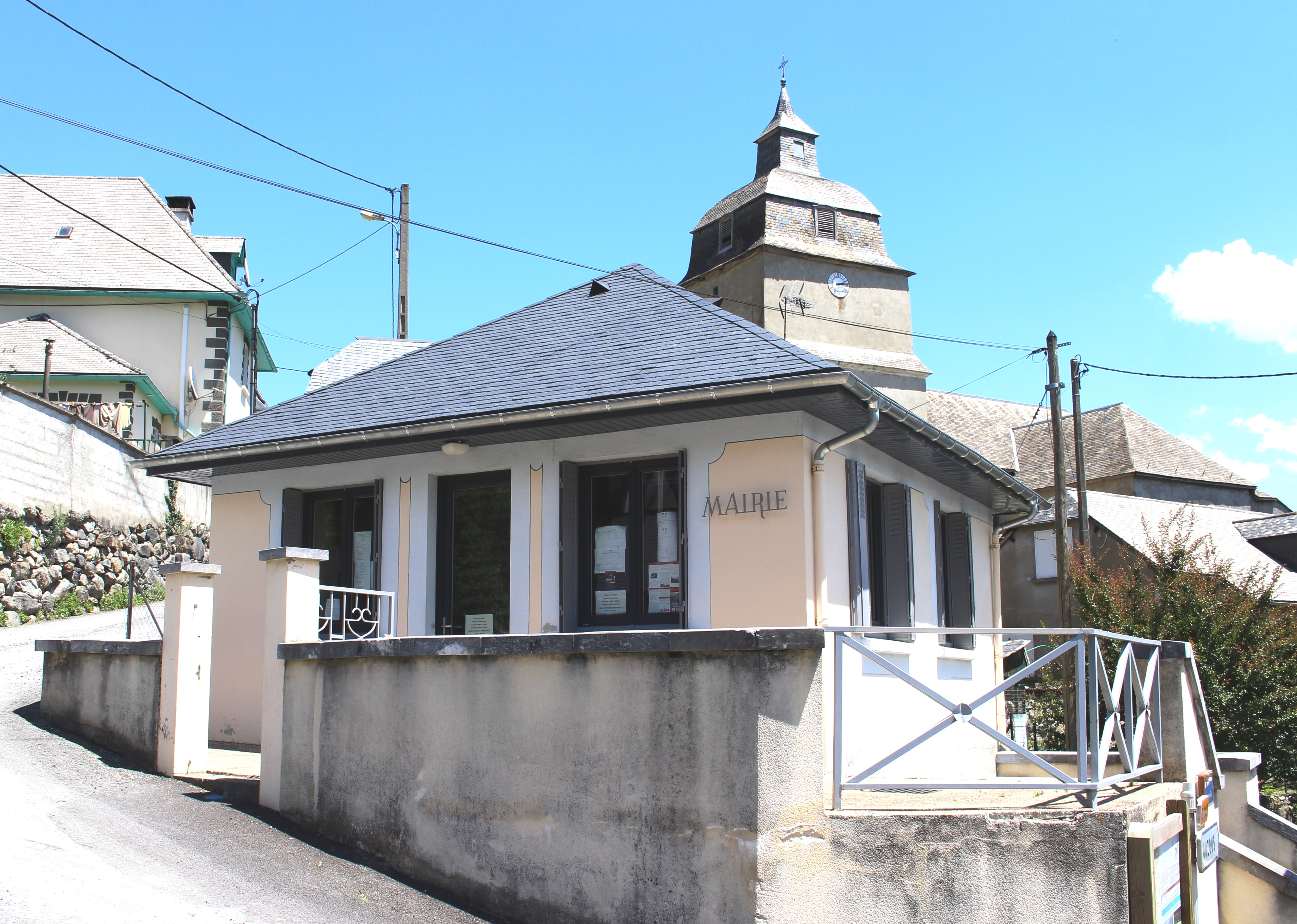
La mairie en 2017.

### Liste des maires
| Période                                  | Période   | Identité       | Étiquette | Qualité |
| ---------------------------------------- | --------- | -------------- | --------- | ------- |
| Les données manquantes sont à compléter. |           |                |           |         |
|                                          |           |                |           |         |
| 1965                                     | 1971      | Marcel Latapie |           |         |
| 1971                                     | 1979      | Léon Guyot     |           |         |
| 1979                                     | mars 2014 | Michel Pees    |           |         |
| mars 2014                                | En cours  | Mathieu Cuel   |           |         |

### Rattachements administratifs et électoraux

#### Historique administratif
Pays et sénéchaussée de Bigorre, Lavedan, Estrema de Salles, canton d'Argelès (depuis 1790). Bergons, quartier de granges, non cité dans la première répartition de 1790, est commune dans la seconde, avant d'être réuni à Salles entre 1791 et 1801.

#### Intercommunalité
Salles appartient à la communauté de communes Pyrénées Vallées des Gaves créée en janvier 2017 et qui réunit 46 communes.

## Population et société

### Démographie

#### Évolution démographique

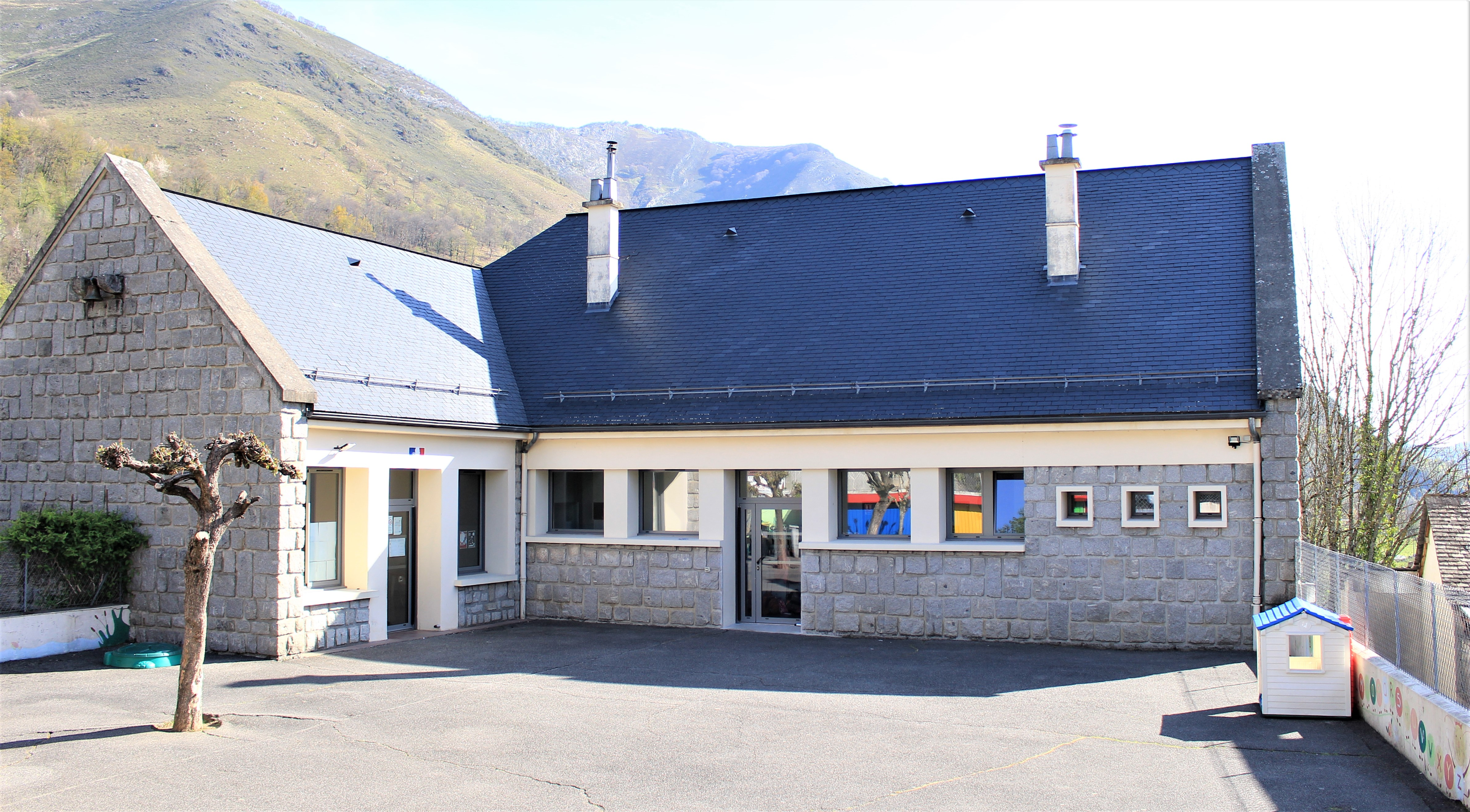
L'école en 2023.

| 1793 | 1800 | 1806 | 1821 | 1831 | 1836 | 1841 | 1846 | 1851 |
| ---- | ---- | ---- | ---- | ---- | ---- | ---- | ---- | ---- |
| 593  | 450  | 582  | 495  | 585  | 589  | 595  | 581  | 571  |

| 1856 | 1861 | 1866 | 1872 | 1876 | 1881 | 1886 | 1891 | 1896 |
| ---- | ---- | ---- | ---- | ---- | ---- | ---- | ---- | ---- |
| 589  | 560  | 532  | 529  | 542  | 518  | 504  | 486  | 475  |

| 1901 | 1906 | 1911 | 1921 | 1926 | 1931 | 1936 | 1946 | 1954 |
| ---- | ---- | ---- | ---- | ---- | ---- | ---- | ---- | ---- |
| 434  | 453  | 390  | 347  | 302  | 292  | 282  | 246  | 235  |

| 1962 | 1968 | 1975 | 1982 | 1990 | 1999 | 2006 | 2007 | 2012 |
| ---- | ---- | ---- | ---- | ---- | ---- | ---- | ---- | ---- |
| 239  | 225  | 225  | 206  | 190  | 168  | 189  | 192  | 205  |

| 2017 | 2022 | - | - | - | - | - | - | - |
| ---- | ---- | - | - | - | - | - | - | - |
| 233  | 248  | - | - | - | - | - | - | - |

### Enseignement
La commune dépend de l'académie de Toulouse. Elle dispose d’une école en 2017.
- École maternelle.

### Sports

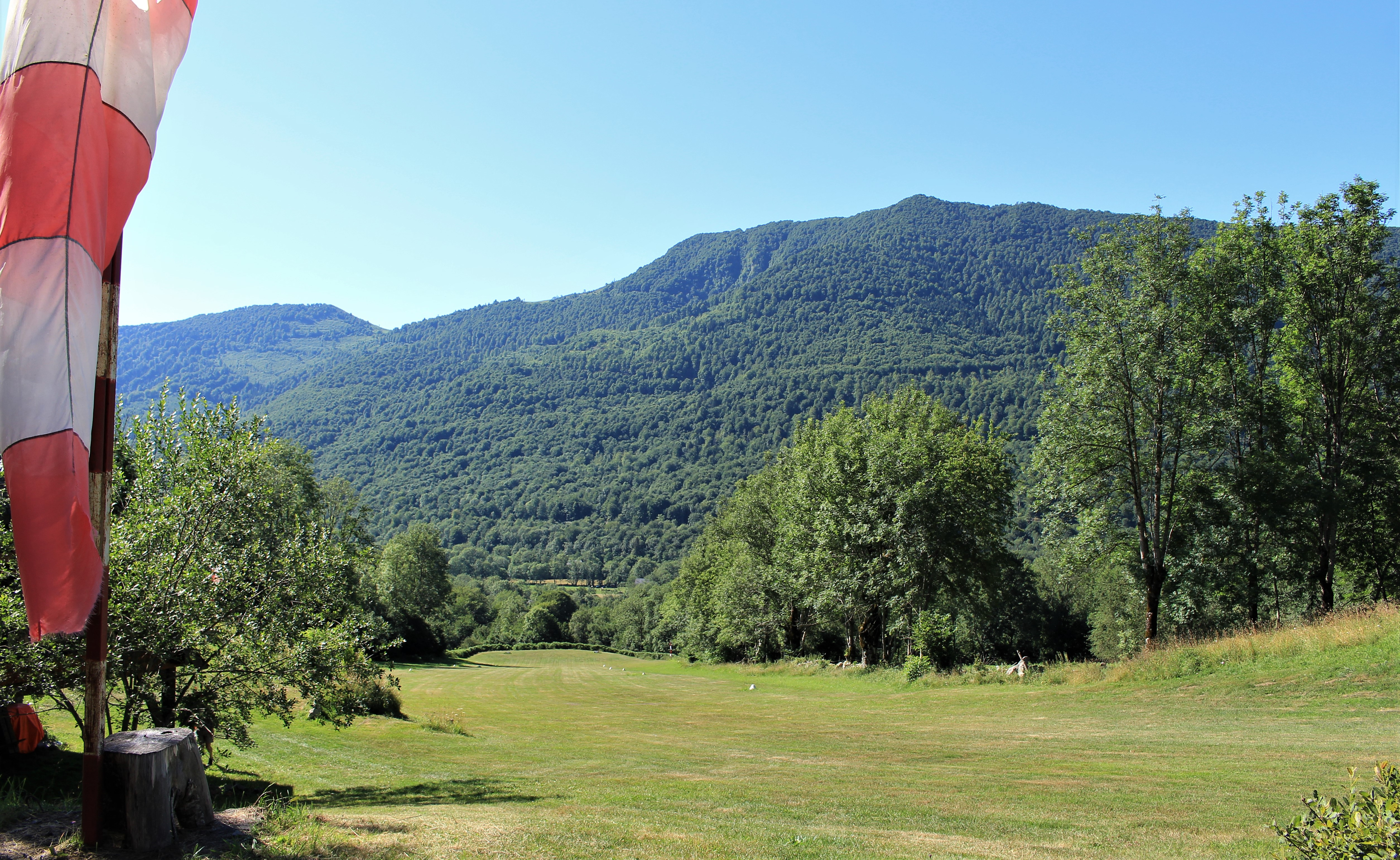
L'aérodrome.

## Économie

### Revenus
En 2018, la commune compte 102 ménages fiscaux, regroupant 226 personnes. La médiane du revenu disponible par unité de consommation est de 21 070 € (20 420 € dans le département).

### Emploi
|                | 2008  | 2013  | 2018   |
| -------------- | ----- | ----- | ------ |
| Commune        | 6,7 % | 5,9 % | 10,9 % |
| Département    | 7,7 % | 9,4 % | 9,8 %  |
| France entière | 8,3 % | 10 %  | 10 %   |

En 2018, la population âgée de 15 à 64 ans s'élève à 136 personnes, parmi lesquelles on compte 78,8 % d'actifs (67,9 % ayant un emploi et 10,9 % de chômeurs) et 21,2 % d'inactifs,. En  2018, le taux de chômage communal (au sens du recensement) des 15-64 ans est supérieur à celui du département et de la France, alors qu'en 2008 la situation était inverse.
La commune fait partie de la couronne de l'aire d'attraction d'Argelès-Gazost, du fait qu'au moins 15 % des actifs travaillent dans le pôle,. Elle compte 17 emplois en 2018, contre 15 en 2013 et 17 en 2008. Le nombre d'actifs ayant un emploi résidant dans la commune est de 97, soit un indicateur de concentration d'emploi de 17,5 % et un taux d'activité parmi les 15 ans ou plus de 58,6 %.
Sur ces 97 actifs de 15 ans ou plus ayant un emploi, 17 travaillent dans la commune, soit 18 % des habitants. Pour se rendre au travail, 93,8 % des habitants utilisent un véhicule personnel ou de fonction à quatre roues, 1 % les transports en commun, 4,1 % s'y rendent en deux-roues, à vélo ou à pied et 1 % n'ont pas besoin de transport (travail au domicile).

## Culture locale et patrimoine

### Lieux et monuments
- L'église Saint-Jacques de Salles est de style roman et date d'au moins 1380 (voir image du panneau informatif sur l'église). Elle a de nombreux vitraux du XXe siècle.
- Le village dispose d'une fontaine à proximité de l'église.
- Une partie de la commune abrite la réserve naturelle régionale du massif du Pibeste-Aoulhet.
- Le manoir d'Arzaas du XVIIe siècle - XVIIIe siècle.

### Héraldique
| Blason | Blasonnement : De gueules à une tour d'or sur une terrasse de sinople, au chef d'argent chargé de trois oiseaux aussi de sable. Commentaires : Blason vérifié auprès de la mairie. |

## Vie locale
Le village dispose d'une auberge. Des sentiers de randonnées y démarrent. Il y a de nombreuses randonnées vers le pic du Pibeste.

## Images

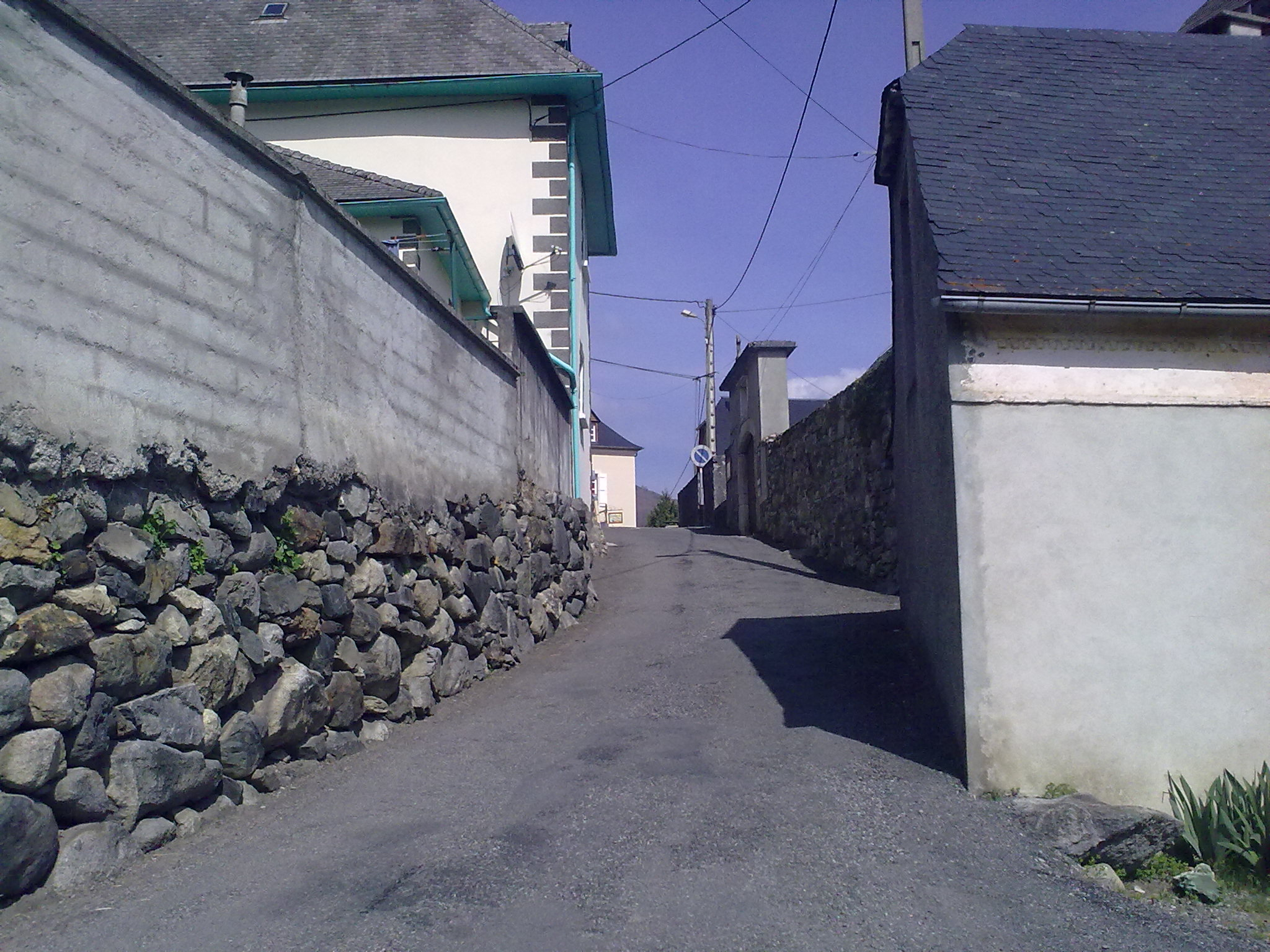
Dans les ruelles de Salles.
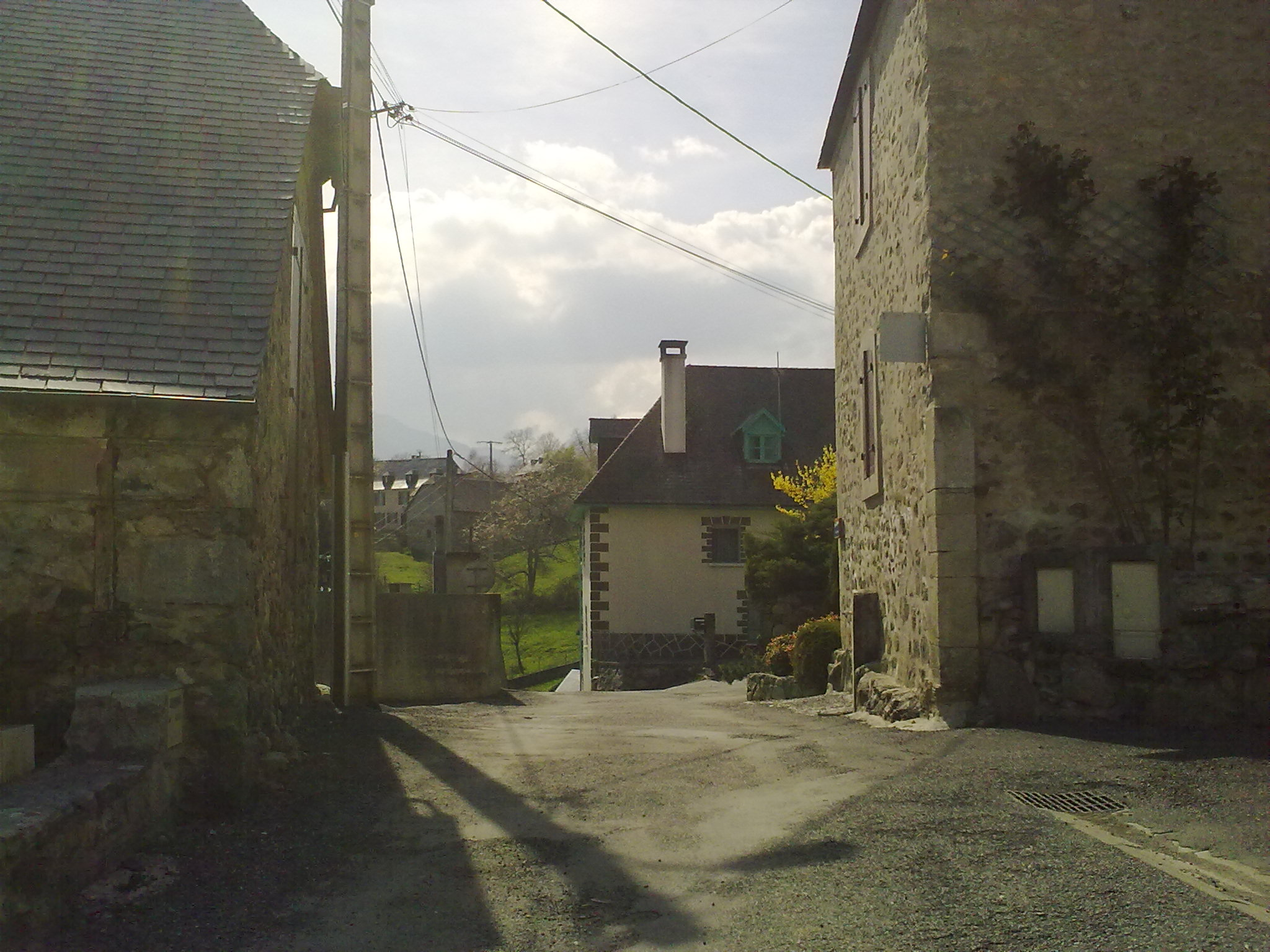
Dans les ruelles de Salles.
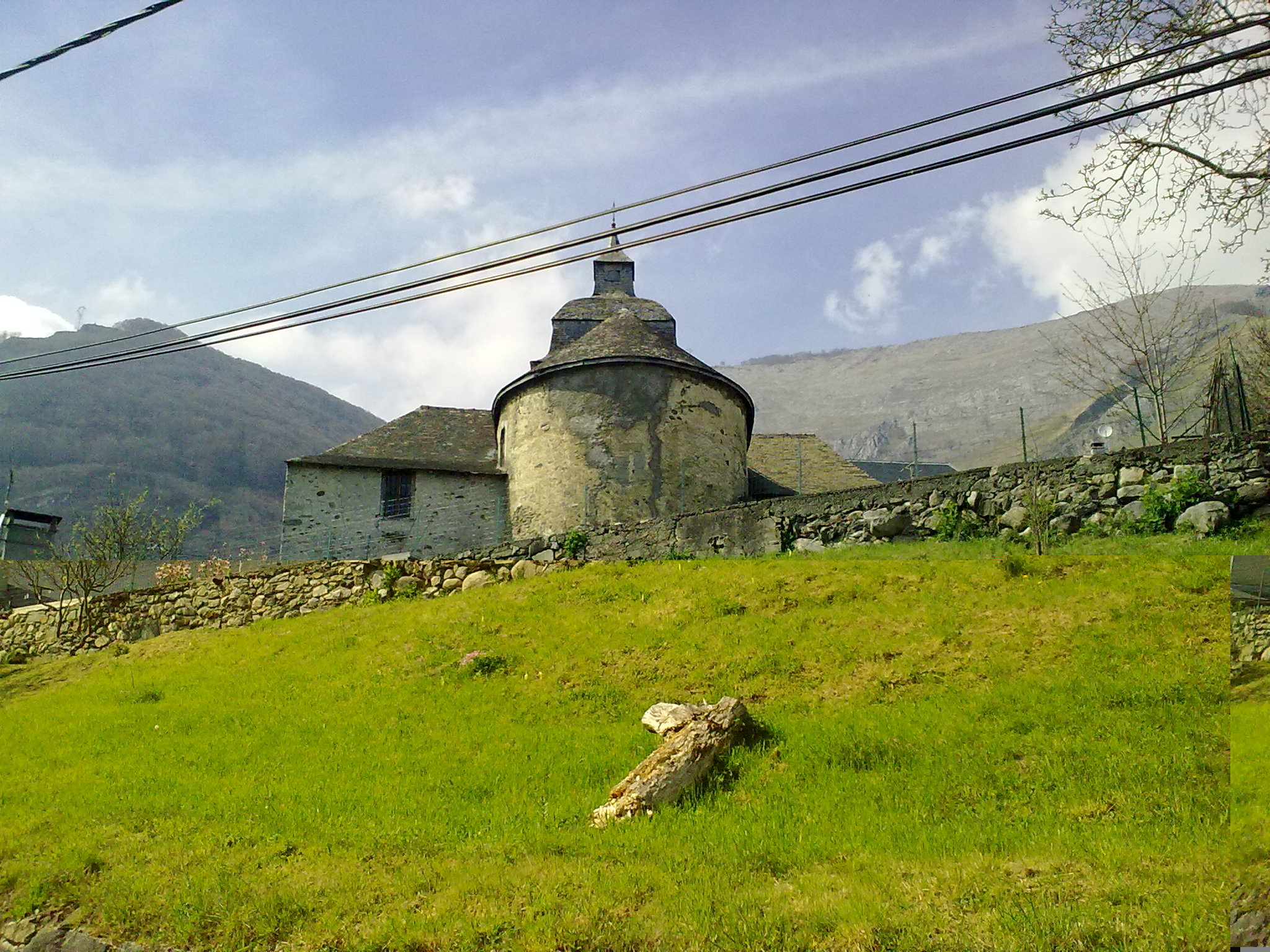
L'église de Salles.
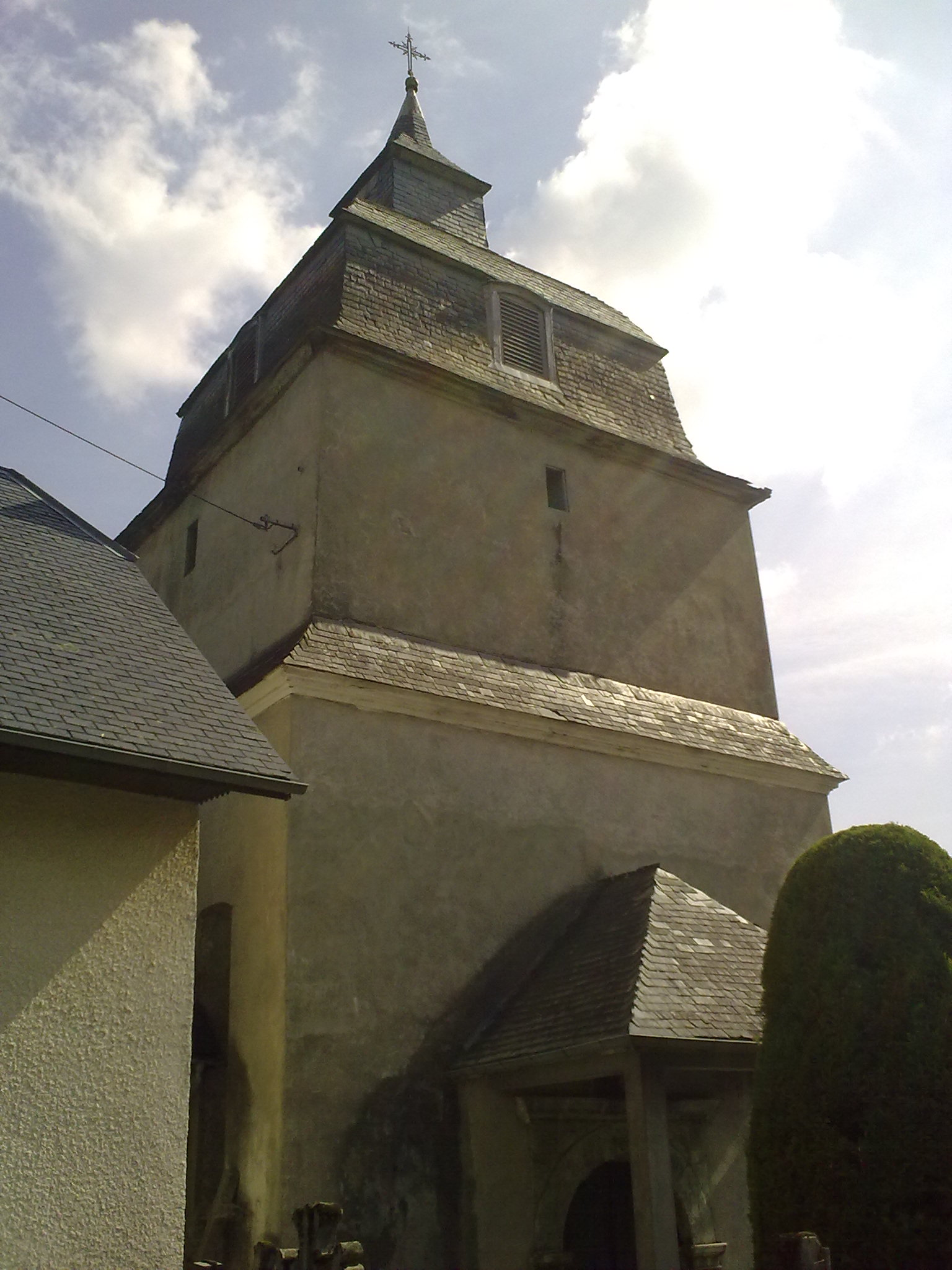
L'église de Salles.
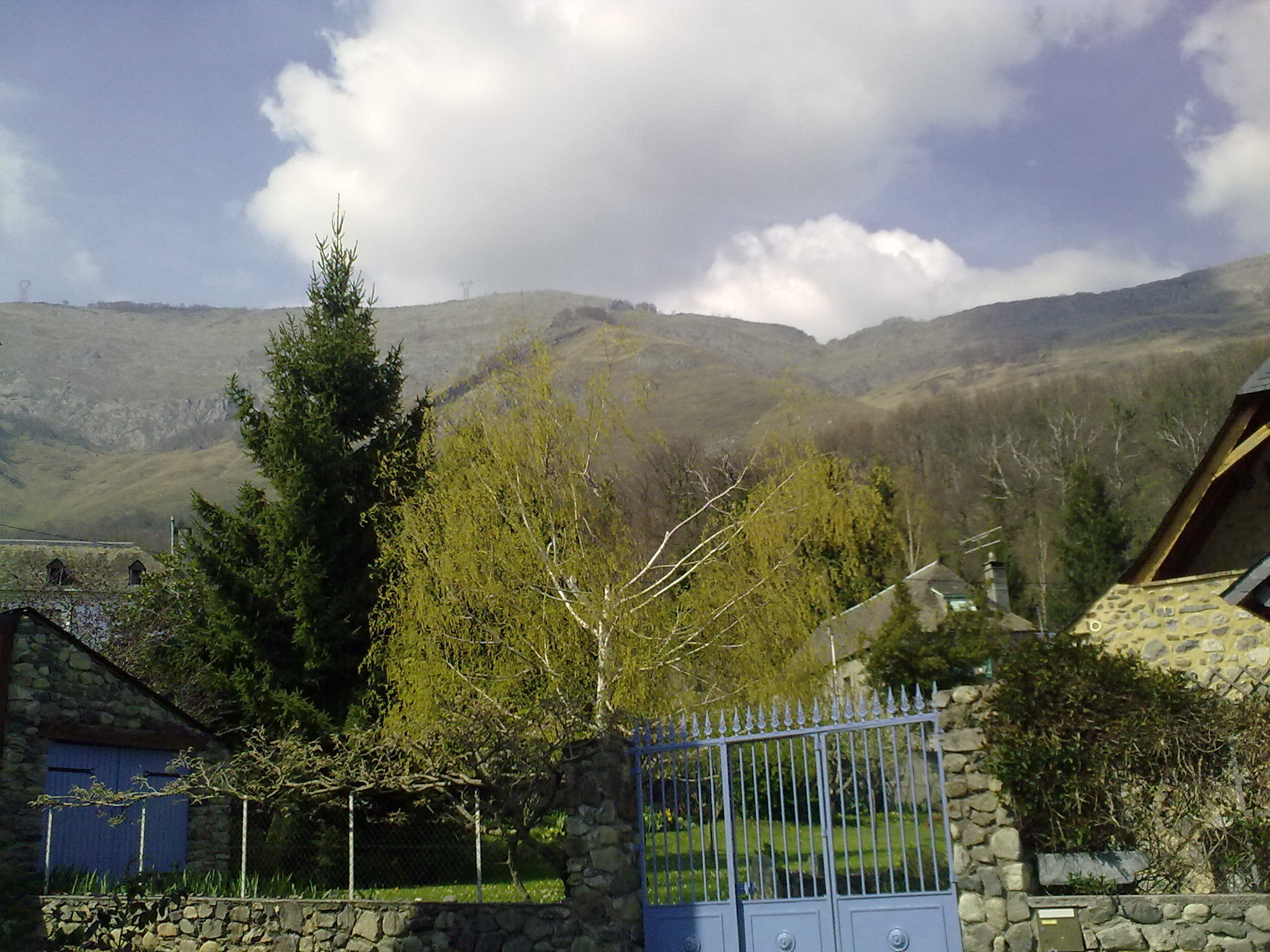
La montagne depuis Salles.
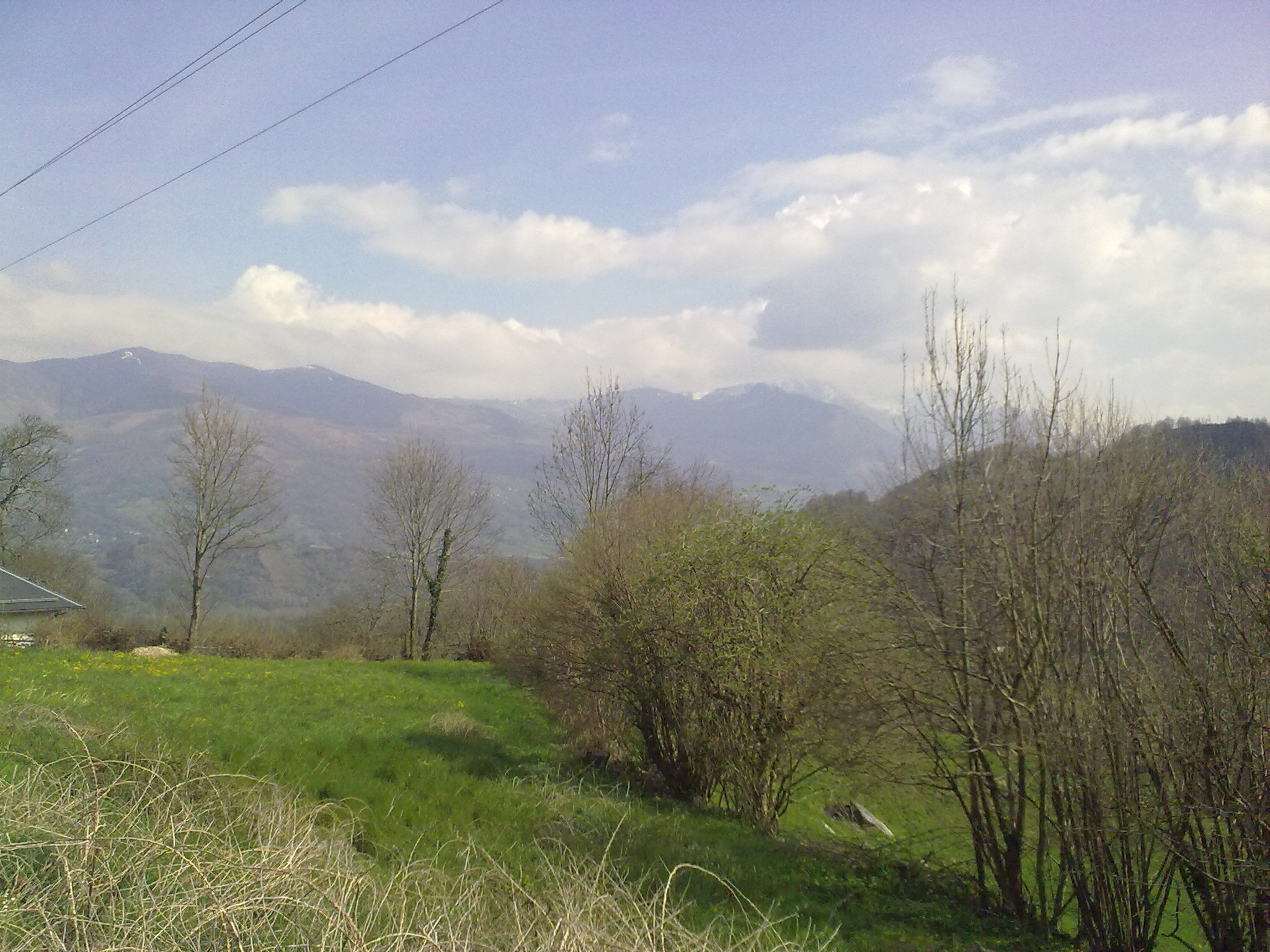
Le paysage depuis Salles.
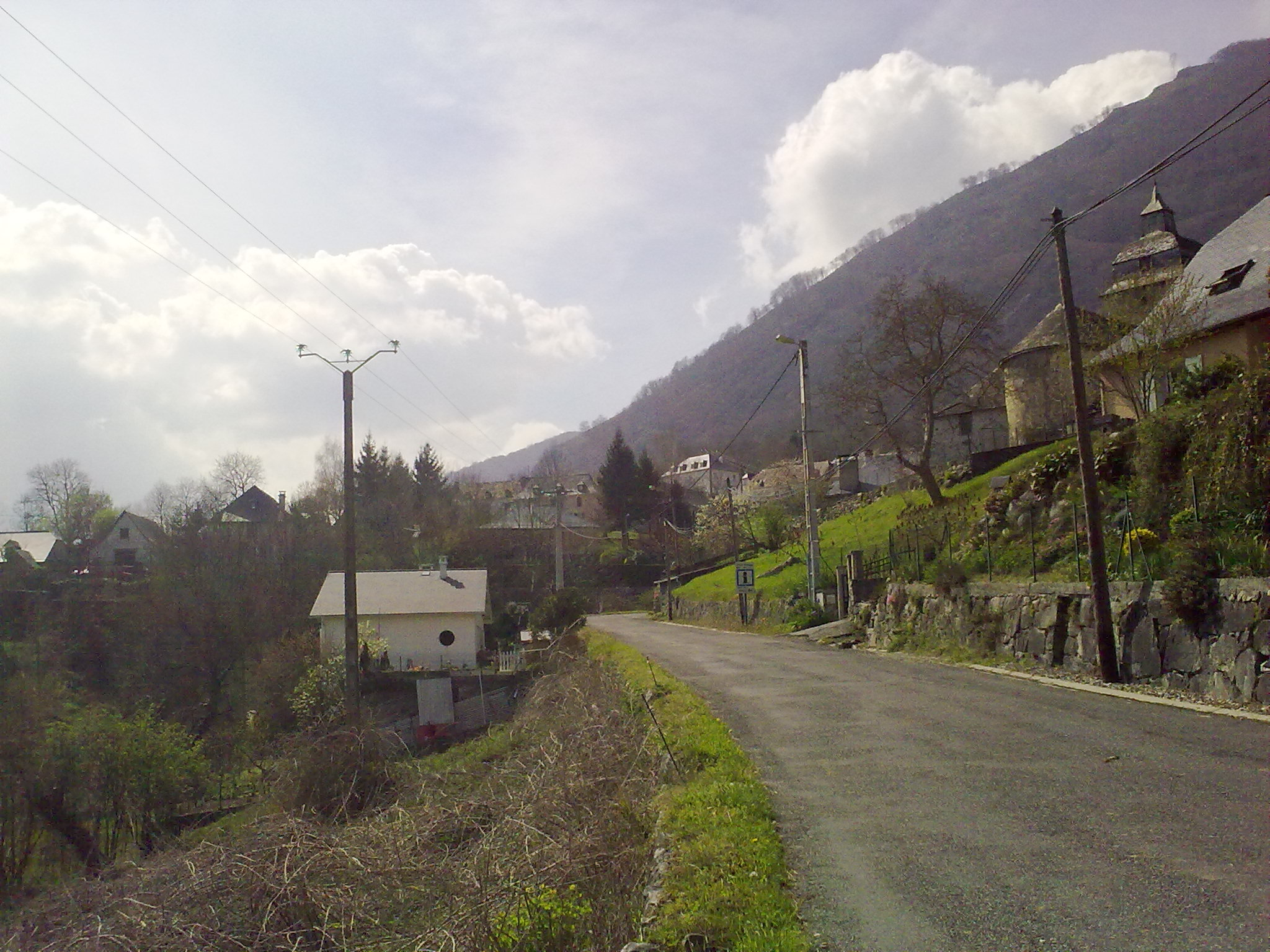
Le village de Salles.
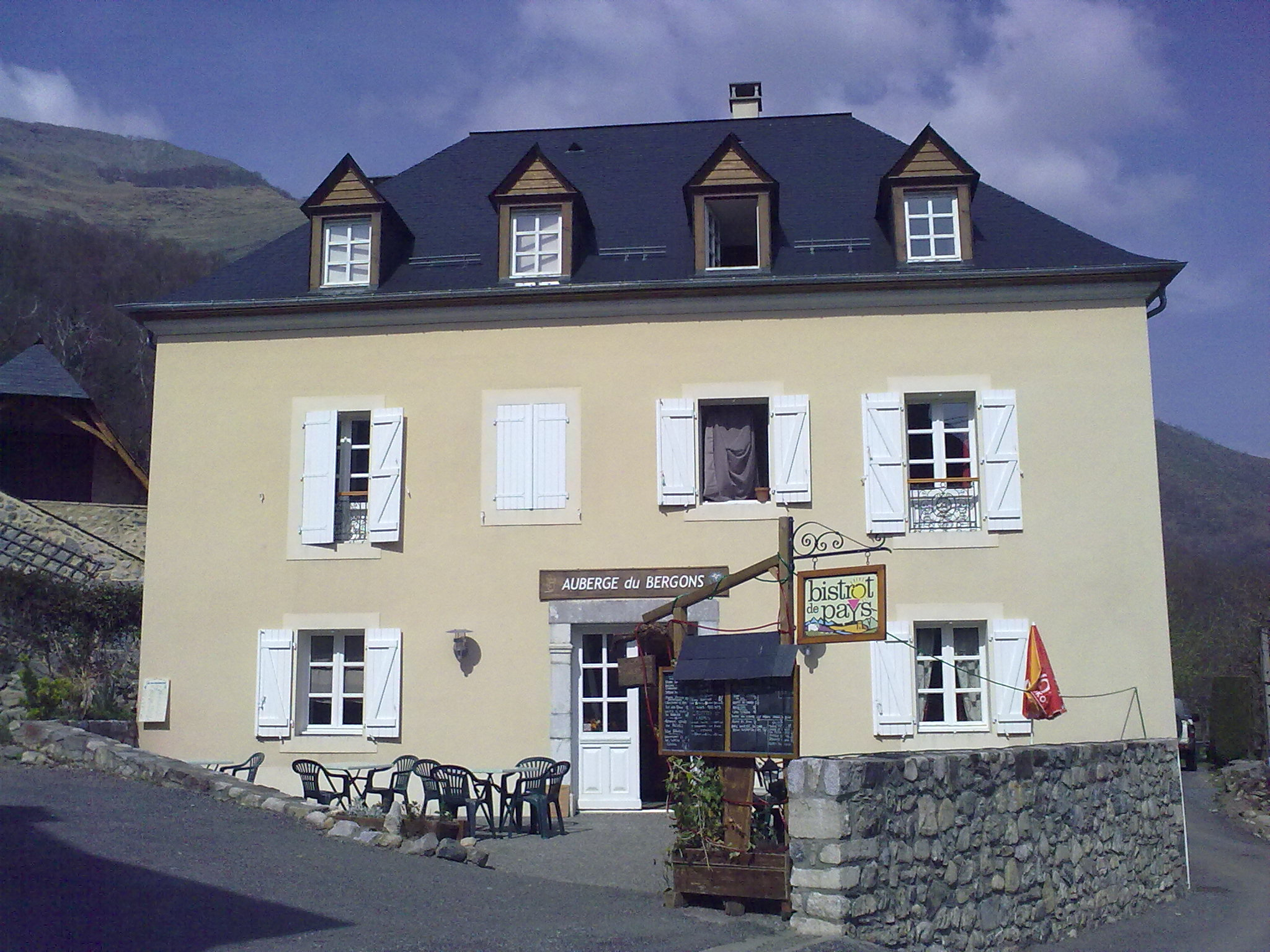
L'unique restaurant de Salles.
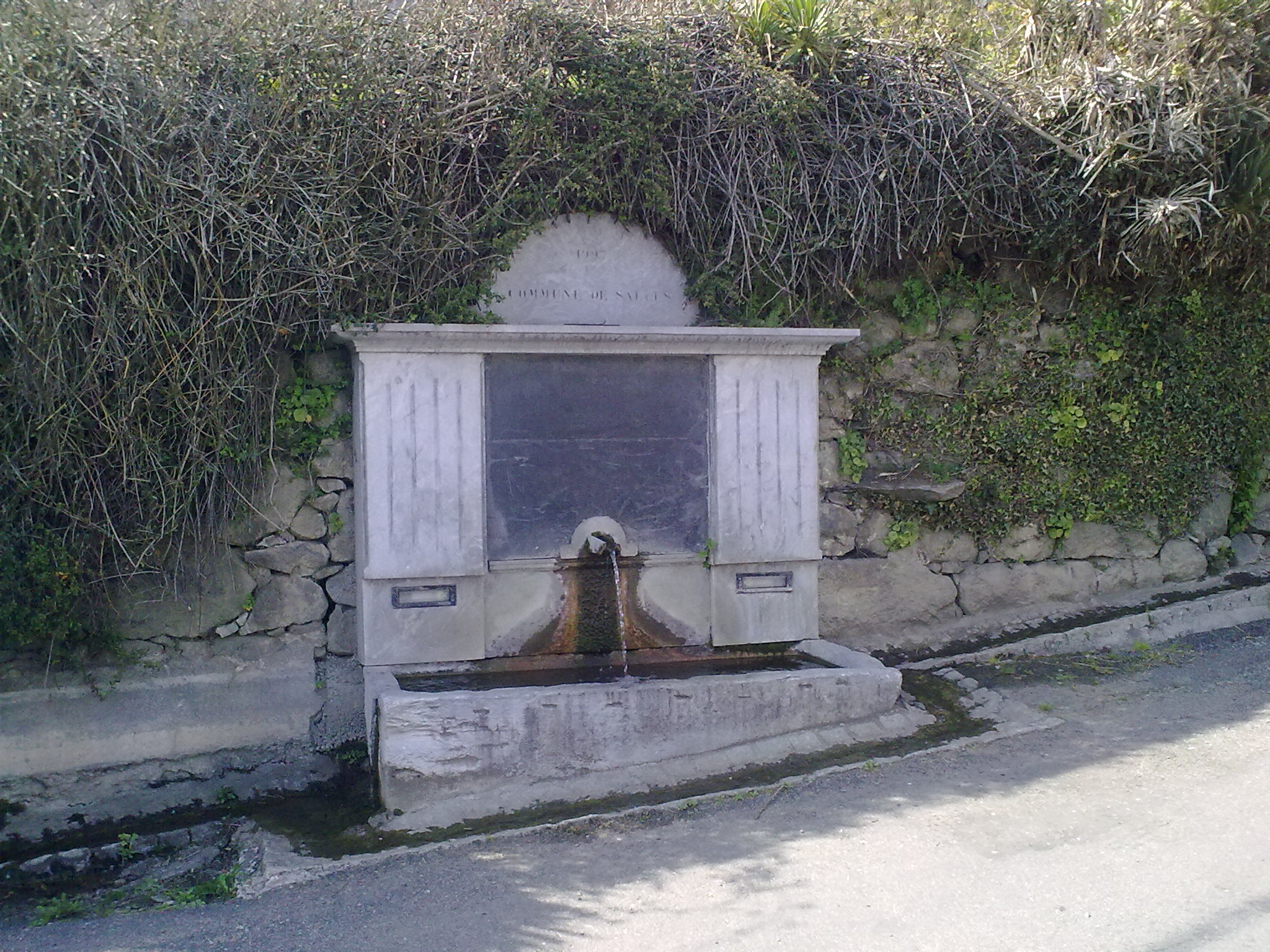
Une fontaine de Salles.
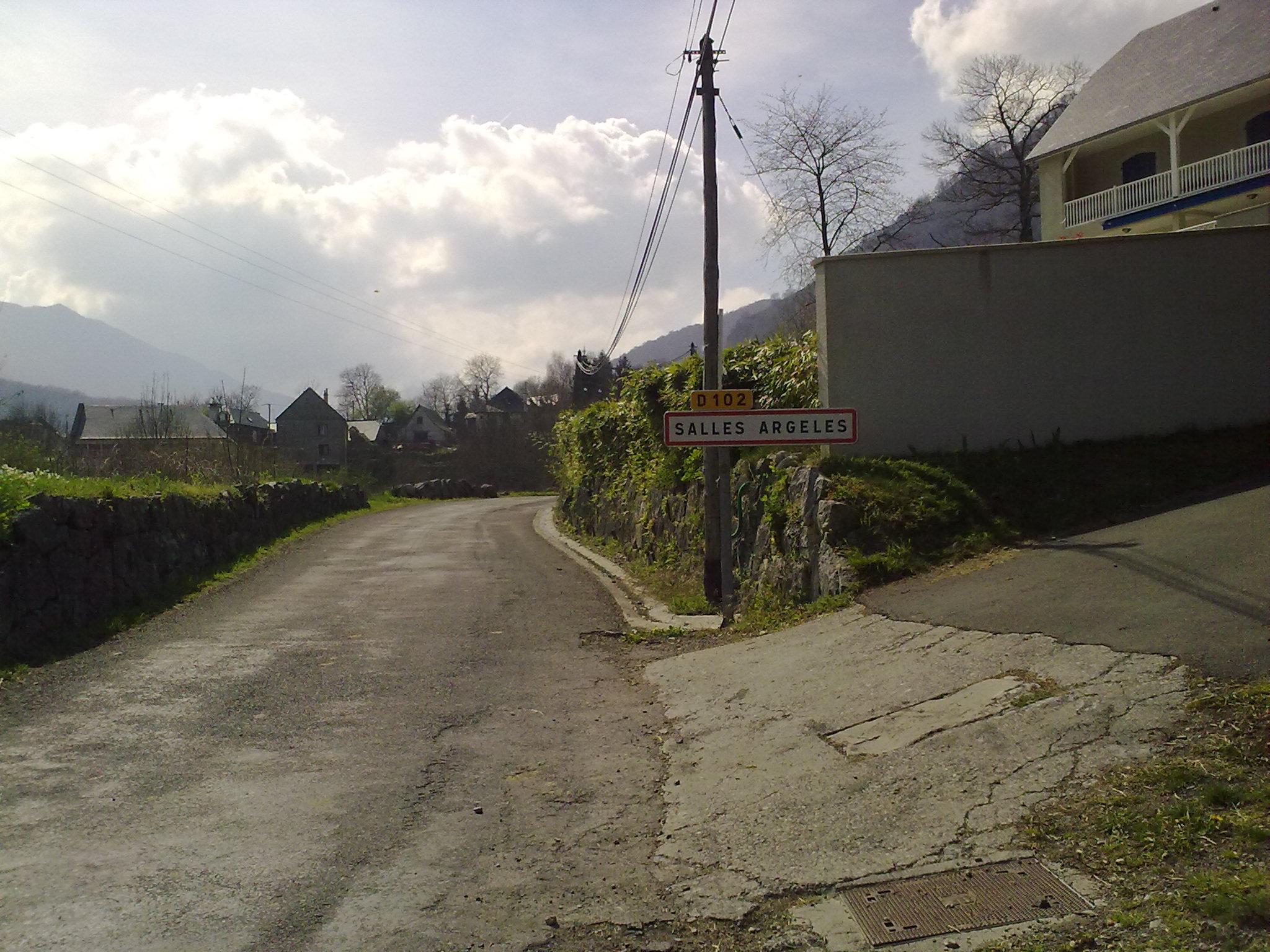
Entrée dans Salles.
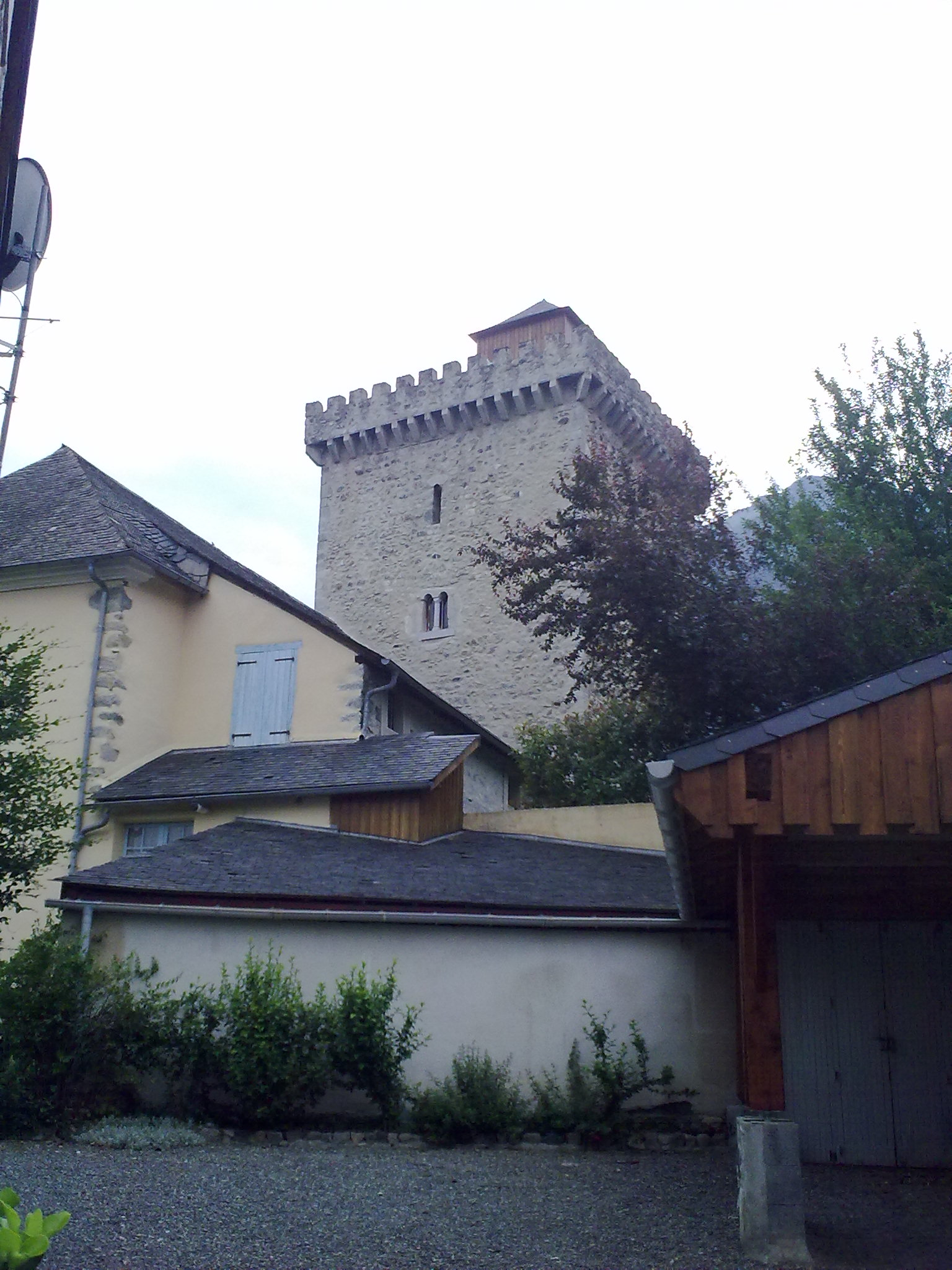
Ancien château de Salles.
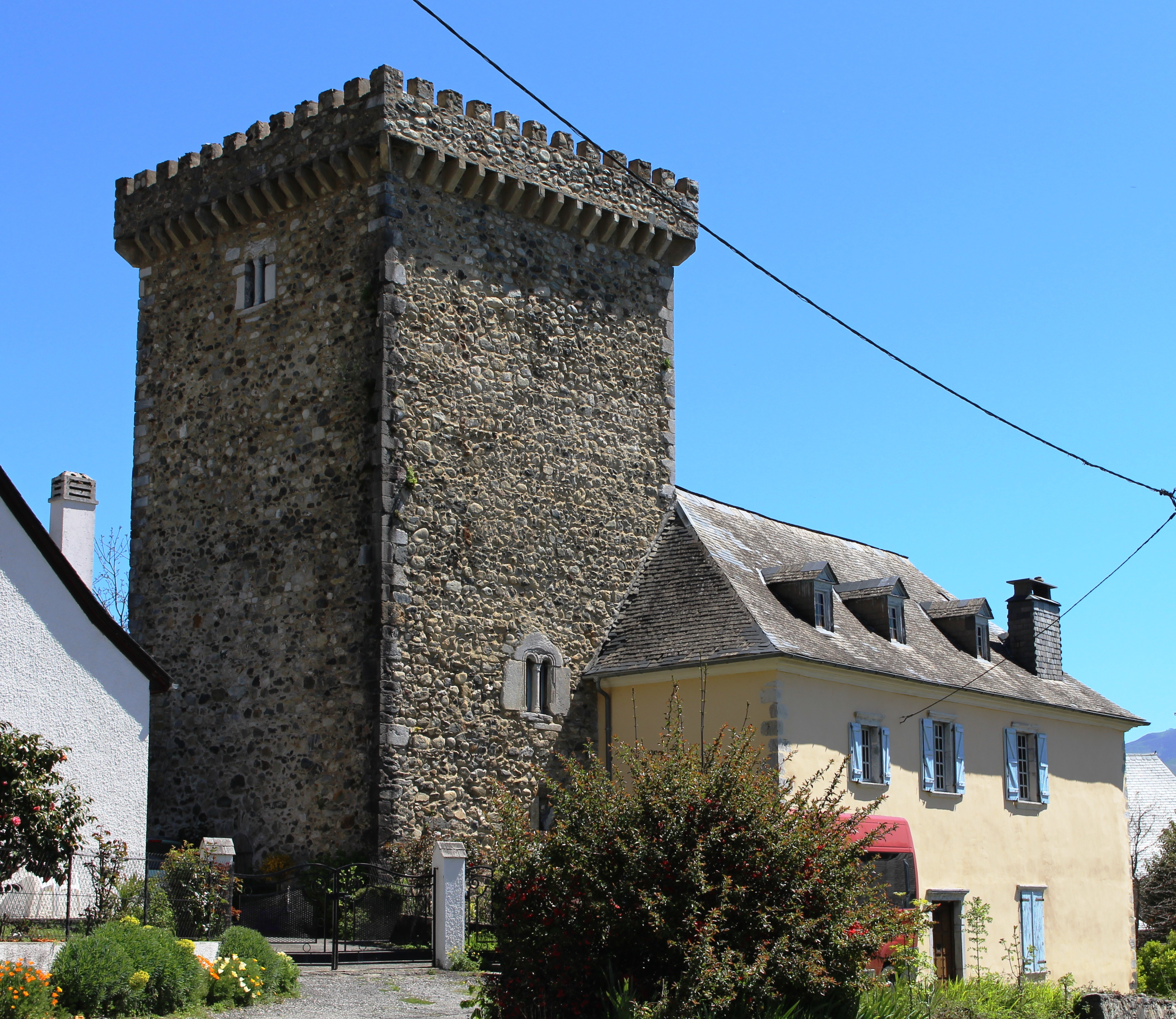
Manoir d’Arzaas.